# البنغال الغربية
البنغال الغربية (بالبنغالية: পশ্চিমবঙ্গ Poshchim Bônggo)، أصد: [poʃtʃim bɔŋɡo] اختصارًا بـ WB) تقع الولاية في شرق الهند وتطل على خليج البنغال. يعيش في الولاية أكثر من 91 مليون نسمة (تعداد 2011) على 88,752 كـم2 (34,267 ميل2) وقدر عدد سكانها بـ 102,552,787 نسمة في عام 2023. البنغال الغربية هي رابع أكبر ولاية من حيث السكان والثالثة عشر من حيث المساحة بين ولايات الهند وكذلك ثامن أكبر تقسيم إداري في العالم حسب السكان. يحد الولاية بنغلاديش من الشرق ونيبال وبوتان من الشمال وولايات جهارخاند وأوديشا وبهار وسيكيم وآسام. عاصمة الولاية كلكتا كلكتا هي عاصمة الولاية، وهي ثالث أكبر منطقة حضرية وسابع أكبر مدينة من حيث السكان. يوجد في الولاية منطقة تل دارجيلنغ الهيمالايا ودلتا نهر الغانج ومنطقة رار الساحلية وسونداربانس وخليج البنغال. أغلبية سكان الولاية من الهندوس البنغال وتتميز الولاية بتنوعها العرقي.
يتميز تاريخ الولاية القديم بحكم العديد من الإمبراطوريات الهندية مثل Vangas والإمبراطورية الماورية وإمبراطورية جوبتا والنزاعات الداخلية والصراع بين الهندوسية والبوذية. حكم البنغال القديمة عدة جانابادا رئيسية وتعود أقدم مدنها إلى العصر الفيدي. كانت حصن جاودا عاصمة لمملكة جاودا وإمبراطوريتي بالا وسينا. دخل الإسلام المنطقة عبر التجارة مع الدولة العباسية وانتشر بعد الفتوحات الغورية بقيادة اختيار الدين محمد الخلجي وحكم سلطنة دلهي. خلال حكم سلطنة البنغال، كانت المنطقة وقت حكم سلطنة البنغال دولة تجارية عالمية مهمة وذكر الأوروبيين غالبًا بأنها "أغنى دولة تجارية". ضُمت المنطقة إلى سلطنة مغول الهند في عام 1576. حكمت دول هندوسية مختلفة عدة مناطق من الولاية في تلك الفترة وملاك الأراضي بارو بهويان وحكمتها الصوريون لفترة قصيرة. أصبح نواب البنغال دولة شبه مستقلة بعد وفاة السلطان أورنكزيب عالمكير في نهاية القرن السابع عشر، وتتطورت السلطنة مع موجة الثورة الصناعية. ضُمت المنطقة فيما بعد إلى تقسيم حكم البنغال التابع لشركة الهند الشرقية البريطانية بعد معركة بوكسار في عام 1764. كانت كلكتا عاصمة أراضي شركة الهند الشرقية من عام 1772 إلى 1911 ثم أصبحت عاصمة الهند بعد ضمها للتاج البريطاني. وعاصمة مقاطعة البنغال من عام 1912 حتى استقلال الهند في عام 1947.
كانت المنطقة مهداً حركة الاستقلال الهندية وهي أحد المراكز الفنية والفكرية الرائدة في الهند. انتشر العنف الديني بقوة في الولاية وقت حكم الراج البريطاني فصوت المجلس التشريعي البنغالي والجمعية التشريعية البنغالية على تقسيم البنغال عام 1947 على أساس ديني إلى كيانين مستقلين: البنغال الغربية وهي ولاية هندية ذات أغلبية هندوسية، والبنغال الشرقية وهي مقاطعة باكستانية ذات أغلبية مسلمة أصبحت لاحقاً دولة بنغلاديش. استقبلت الولاية أعداداً كبيرة من اللاجئين الهندوس من البنغال الشرقية (بنغلاديش حالياً) في العقود التي تلت تقسيم الهند في عام 1947 مما أحدث تغييرات جذرية في سكان والسياسات الإقليمية لها. تطور التعليم الغربي في الولاية بسبب وجود الإدارة البريطانية بالولاية ووصل إلى ذروته مع التقدم في العلوم والتعليم المؤسسي والإصلاحات الاجتماعية في المنطقة وهو ما عُرف لاحقاً بعصر النهضة البنغالية.
شهد اقتصاد ولاية البنغال الغربية تطورًا بعد الاستقال لتصبح دولة رفاهية، استند النمو الاقتصادي على الإنتاج الزراعي والمؤسسات الصغيرة والمتوسطة. التراث الثقافي والتقاليد الشعبية للولاية كبيرة ومتنوعة ظهر من الولاية نخبة من الأدباء منهم الحائز على جائزة نوبل روبندرونات طاغور وموسيقيين وصانعي أفلام وفنانين. عانت الولاية من العنف السياسي والركود الاقتصادي لعقود بعد بداية الحكم الشيوعي في عام 1977 ثم شهدت انتعاش اقتصادها لاحقًا. في الفترة 2023-24، كان اقتصاد البنغال الغربية سادس أكبر اقتصاد ولاية في الهند بناتج محلي إجمالي قدره 17.19 لك كرور روبية هندية (290 مليار دولار أمريكي) للعام المالية 2023-24، وهي في المرتبة العشرين حسب نصيب الفرد من الناتج المحلي الإجمالي بقيمة 121267 روبية هندية (2٬000 دولار أمريكي) لعام 2020-21. واجهت البنغال الغربية تحديات في جذب الاستثمار الأجنبي المباشر نظرًا لسياسات الاستحواذ على الأراضي وضعف البنية التحتية والبيروقراطية على سرعة النمو الكبيرة للاقتصاد. تحتل الولاية المرتبة 26 بين الولايات الهندية في مؤشر التنمية البشرية. انخفض دين الولاية من 6.47 lakh كرور روبية هندية (110 مليار دولار أمريكي) أو 37.67٪ من الناتج المحلي الإجمالي إلى 40.65٪ منذ 2010-11. يوجد في البنغال الغربية ثلاثة مواقع للتراث العالمي وهي من بين الوجهات السياحية الثمانية الأكثر زيارة في الهند وهي ثالث أكثر ولاية تستقطب السياحة الخارجية.

## التسمية
أصل تسمية البنغال (الكلمة البنغالية Bangla أو Bongo) غير معروف. تُعزى إحدى النظريات أن الاسم مشتق من "بانغ" وهو اسم قبيلة درفيدية استوطنت المنطقة حوالي عام 1000 قبل الميلاد. يحتمل أن كلمة "Bongo" البنغالية مأخوذ من اسم مملكة فانغا القديمة (أو بانغا). على ذكر اسم فانغا في بعض النصوص السنسكريتية القديمة إلا أن التاريخ المبكر للمنطقة غامض وغير معروف.
صوت المجلس التشريعي في البنغال والجمعية التشريعية مع نهاية حكم الراج البريطاني في عام 1947 على تقسيم البنغال إلى كيانين منفصلين على أساس ديني: البنغال الغربية الهندية والبنغال الشرقية الباكستانية التي أصبحت لاحقًا دولة بنغلاديش المستقلة.
اقترحت حكومة ولاية البنغال الغربية في عام 2011 تغيير اسم الولاية الرسمي إلى "باشيم بانغا" (بالبنغالية: পশ্চিমবঙ্গ) وهو اسم الولاية الأصلي بالبنغالية. اقترحت الجمعية التشريعية للولاية اقتراح آخر في أغسطس 2016 بتغيير اسم الولاية إلى "البنغال" بالإنجليزية و"بانغلا" بالبنغالية. حولت حكومة مؤتمر ترينامول الوصول إلى اتفق مع الأحزاب الأخرى لتغيير الاسم لكن عارضها المؤتمر الوطني الهندي والجبهة اليسارية وحزب بهاراتيا جاناتا. لكن رفضت الحكومة المركزية الاقتراح وأصرت أن الولاية يجب أن يكون لها اسم واحد بجميع اللغات وأن يكون مختلفًا عن اسم أي إقليم آخر (الاسم الجديد مشابه لاسم بنغلاديش المجاورة).

## التاريخ

### الفترة القديمة والفيدية

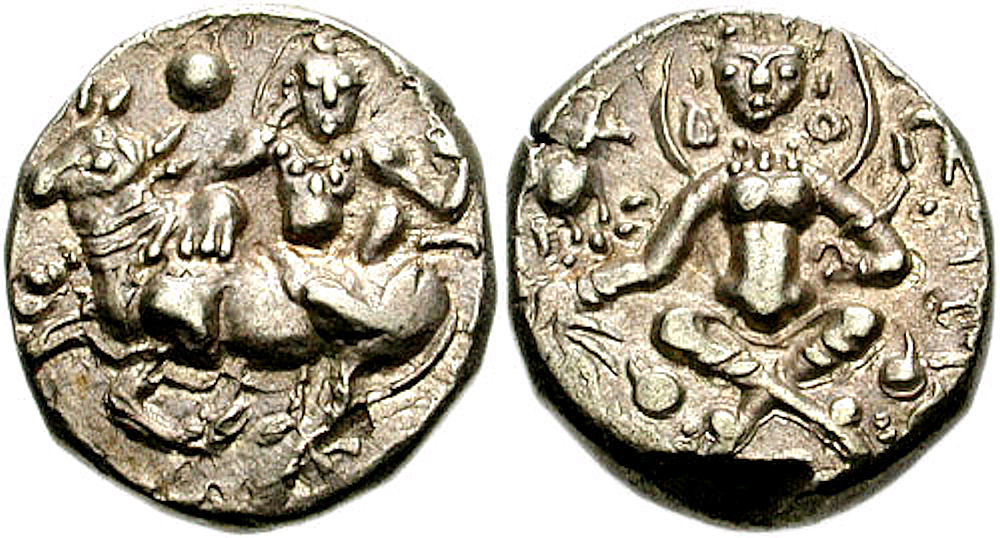
عملة للملك شاشانكا مؤسس مملكة جودا أول من أسس كيان سياسي بنغالي منفصل

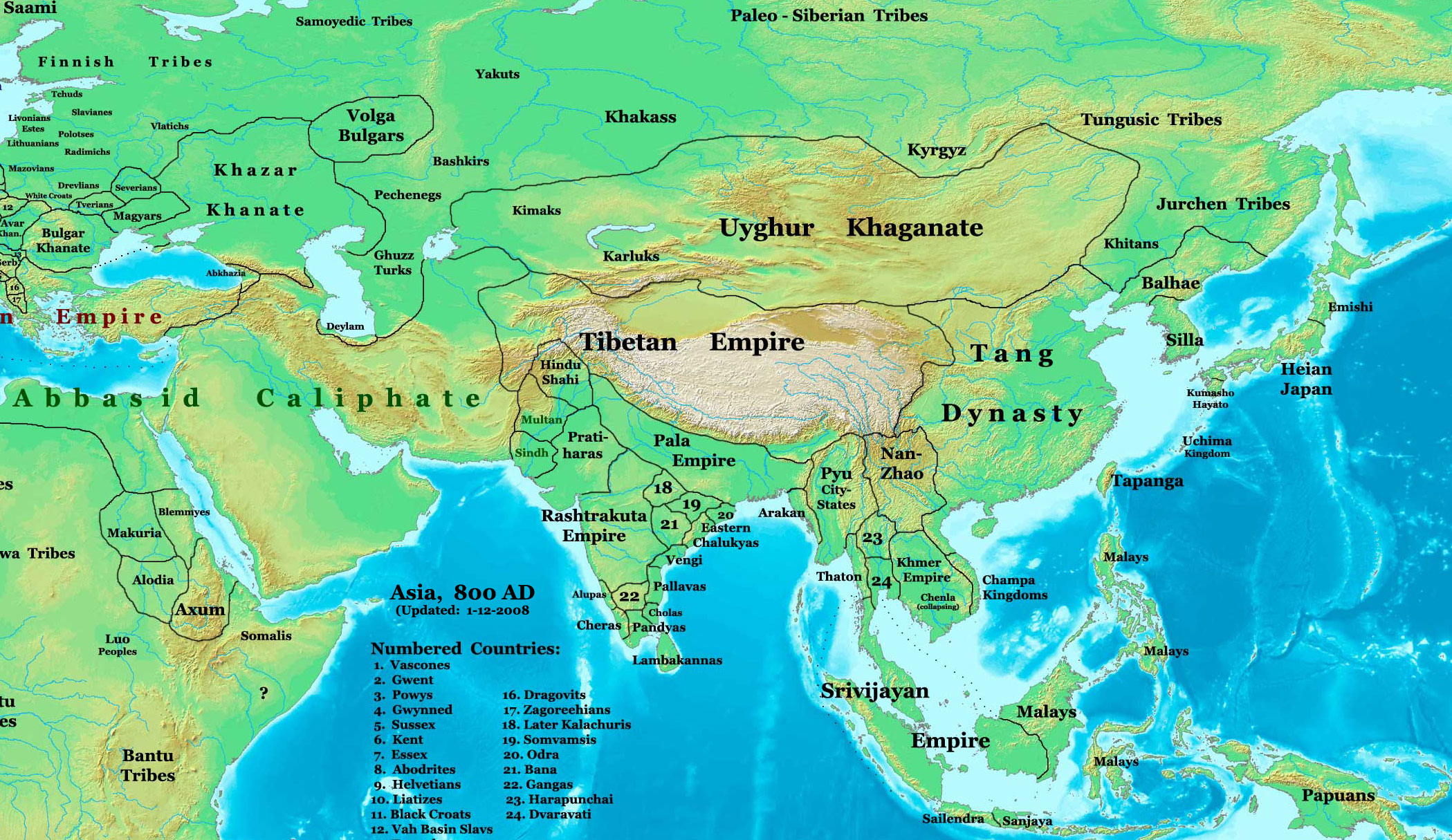
كانت إمبراطورية بالا قوة إمبراطورية في الفترة الكلاسيكية المتأخرة في شبه القارة الهندية نشأت من منطقة البنغال.

عثر على أدوات من العصر الحجري التي يعود تاريخها إلى 20,000 عام اكتشفت في الولاية في إشارة إلى خطأ الاعتقاد السابق بأن المنطقة سُكنت قبل 8,000 عام. تذكر الملحمة الهندية مهابهاراتا أن كانت المنطقة جزءًا من مملكة فانجا. حكمت منطقة البنغال العديد من الدول الفيدية مثل فانجا ورار وبوندرافاردانا ومملكة سوهما. إحدى أقدم الإشارات الأجنبية للبنغال هي الذكر الإغريقية للمنطقة حوالي 100 قبل الميلاد فذكروا وجود أرض تُدعى Gangaridai عند مصب نهر الغانج. كانت للبنغال علاقات تجارية مع سوفارنابومي (بورما وتايلاند السفلى وشبه جزيرة الملايو وسومطرة). يذكر كتاب التاريخ السريلانكي ماهافامسا أن الأمير فيجايا حاكم مملكة فانجا حوالي 543 - 505 قبل الميلاد غزا لانكا (سريلانكا الحديثة) وأسس المملكة السنهالية.
كانت مملكة ماجادها التي تأسست في القرن السابع قبل الميلاد وحكمت مملكة بهار والبنغال الحالية. كانت ماجادها إحدى الممالك الأربع الرئيسية في الهند وقت حياة ماهافيرا الشخصية المهمة في الجاينية وغوتاما بوذا مؤسس البوذية. وكانت تتكون المملكة من عدة جاناباداس أي ممالك. توسعت المملكة في عهد أشوكا من السلاسة الماورية في القرن الثالث قبل الميلاد لتحكم معظم جنوب آسيا مع أفغانستان وأجزاء من بلوشستان. ثم حكمت سلالة غوبتا المملكة من القرن الثالث إلى القرن السادس الميلادي.
ذكرت بعض النصوص القديمة ظهور مملكتي فانجا (أو ساماتاتا) وغاودا بعد انهيار إمبراطورية غوبتا لكن دون ذكر بدايتهما. يُعتبر الملك شاشانكا أول من أسس كيان بنغالي مستقل في أوائل القرن السابع، وتذكر السجلات البوذية أنه حاكم هندوسي لا يتسامح مع البوذيين. قتل الملك راجيافاردانا ملك ثانيسار البوذي ودمر شجرة بودي في بود جايا واستبدال تماثيل بوذا بتماثيل لينغام شيفا. بعد فترة من الفوضى، حكمت سلالة بالا المنطقة لأربعمائة عام ابتدأت من القرن الثامن بعد فترة من الفوضى:36 تلاها حكم فصير لسلالة سينا الهندوسية.
غزا راجندرا تشولا الأول من سلالة تشولا بعض مناطق البنغال بين عامي 1021 و1023.
دخل الإسلام إلى المنطقة بعد التجارة مع الدولة العباسية. انتشر الإسلام في كل أنحاء البنغال بعد الفتوحات الغورية بقيادة محمد بن بختيار الخلجي وتأسيس سلطنة دلهي، وشُيدت المساجد والمدارس والخانقاهات في هذه الفترة. أصبحت البنغال دولة تجارية عالمية رئيسية وقت حكم سلطنة البنغال المسلمة التي تأسست في عام 1352 وكثيرًا ما ذكر الأوروبيين أنها أغنى دولة تجارية. دخلت السلطنة في سلطنة مغول الهند في عام 1576.

### العصور الوسطى وأوائل العصر الحديث

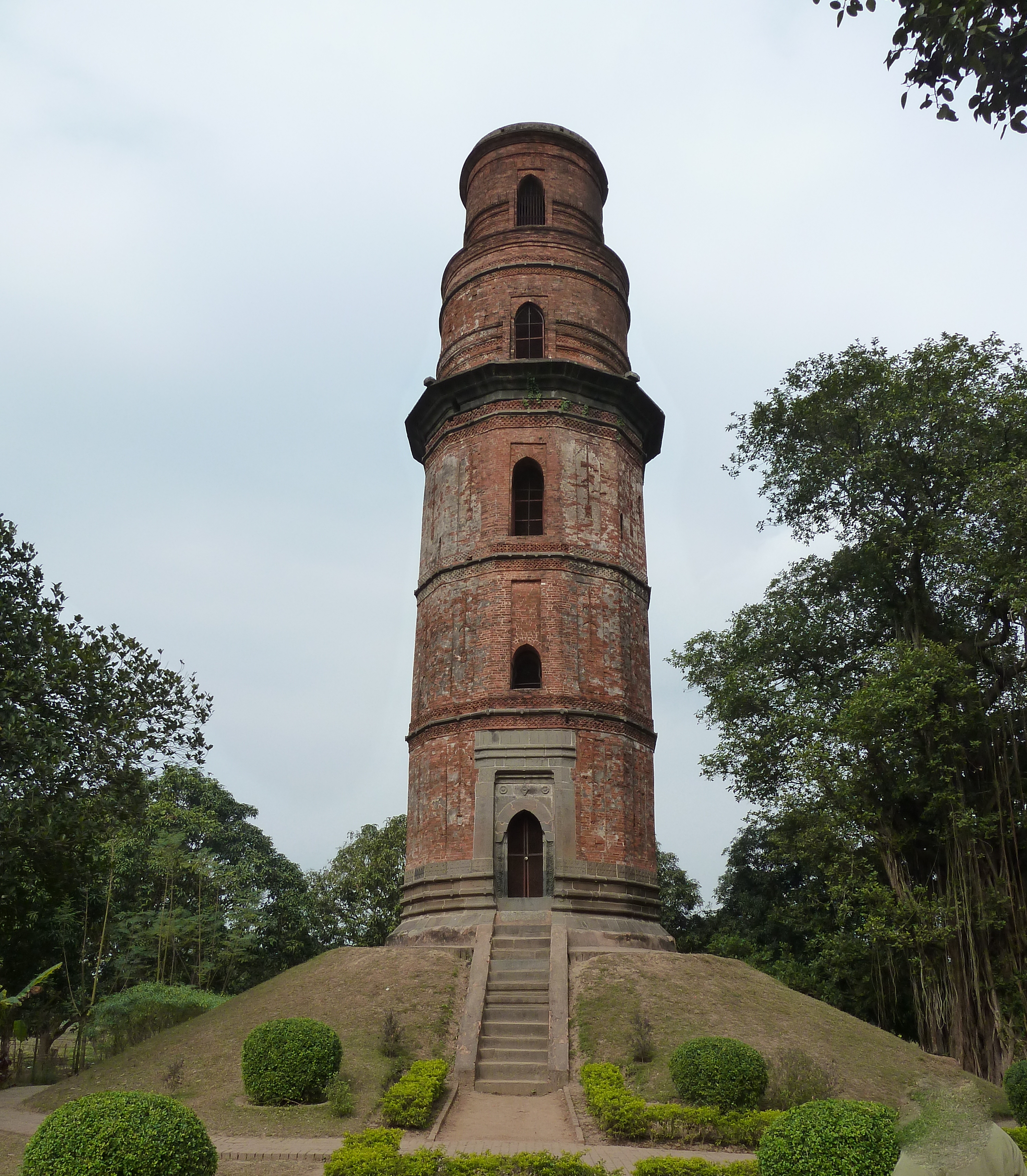
منارة فيروز في غاودا التي بنيت وقت سلطنة البنغال.

انتشر الإسلام مع الفتوحات الإسلامية والحكم الإسلامي في بقيت المنطقة. حكمت سلطنة البنغال والأمراء الإقطاعيون تحت سلطة دلهي لمئات السنين. انهارت سلطنة البنغال لعشرين عامًا بسبب ثورة هندوسية بقيادة راجا غانيشا ثم عادت إلى السلطة. غزا القائد المغولي إسلام خان البنغال في القرن السادس عشر. ظهر الحكم شبه المستقل بعد الحكم المغولي المباشر تحت حكم نواب مرشد أباد الذين اعترفوا بسيادة المغول عليهم. وظهرت عدة دول هندوسية مستقلة في البنغال وقت العهد المغولي منها دولة براتاباديتيا في منطقة جيسور وراجا سيتارام راي في باردهامان. أصبحت صوبة البنغال المغولية دولة شبه مستقلة تحت حكم نواب البنغال ومرشد آباد بعد وفاة السلطان أورنكزيب عالمكير وحاكم البنغال شايسته خان وكانت من المناطق التي شهدت الثورة الصناعية. ظهرت سلالة كوخ وقويت شوكتها في شمال البنغال في القرنين السادس عشر والسابع عشر واستمر حكمها حتى بداية الحقبة الاستعمارية البريطانية.

### الفترة الاستعمارية

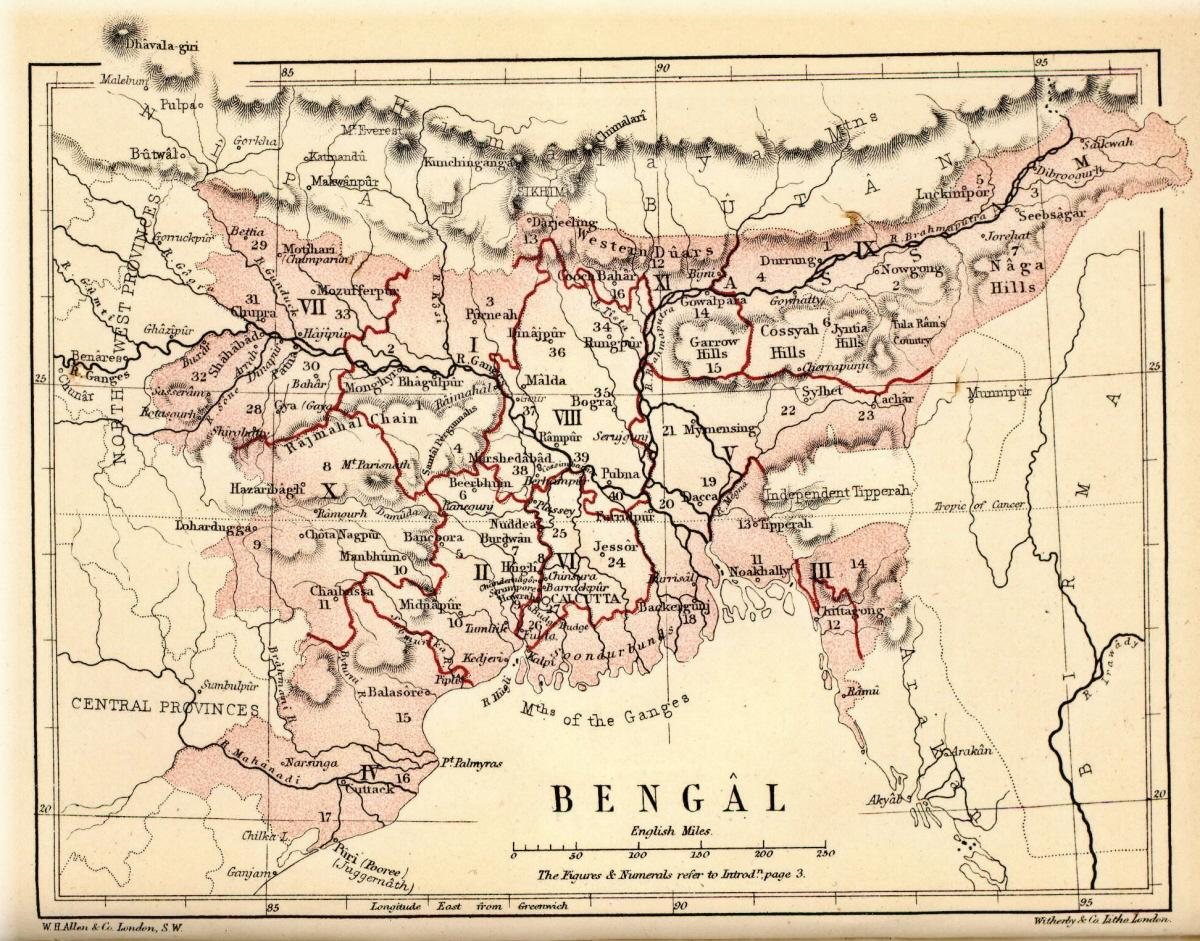
خريطة البنغال عام 1880

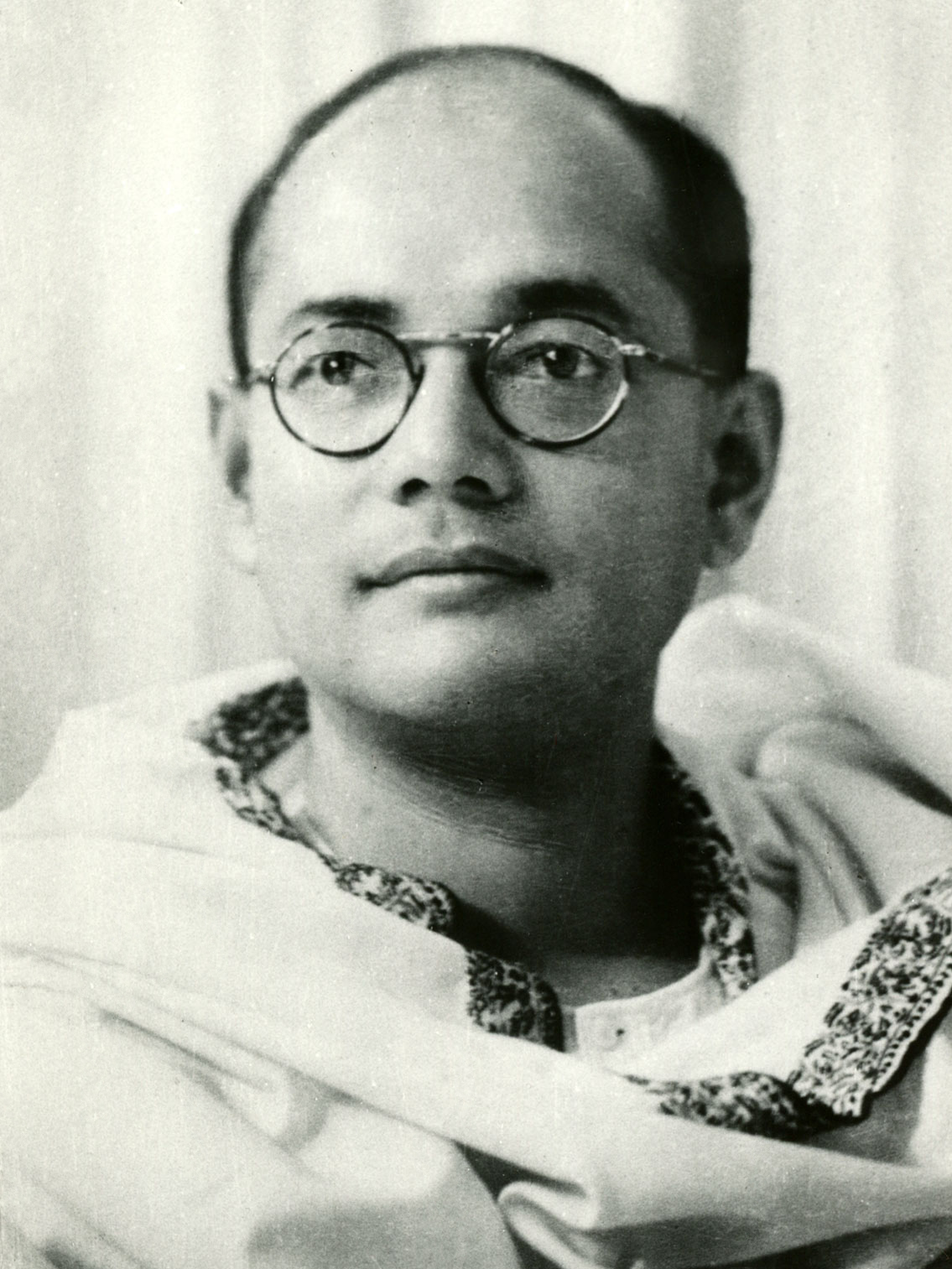
سوبهاش تشاندرا بوز ناشط استقلال بنغالي

وصل العديد من التجار الأوروبيين إلى المنطقة في أواخر القرن الخامس عشر. هزمت شركة الهند الشرقية البريطانية سراج الدولة آخر نواب البنغال في معركة بلاسي عام 1757. حصلت الشركة في عام 1765 على حق تحصيل الإيرادات في صوبة البنغال بعد توقيع معاهدة مع السلطان المغولي بعد معركة بوكسار في عام 1764. أسست الشركة حكم البنغال في العام نفسه ووسعت سيطرة حكم البنغال حتى تبعه كل أراضي مصبات نهري الغانج وبراهمابوترا شمال المقاطعات الوسطى (مدهيا برديش الحالية) حتى جبال الهيمالايا والبنجاب. وقعت مجاعة بالبنغال في عام 1770 ناجمة عن السياسات الضريبية للشركة البريطانية وسببت وفاة الملايين. أصبحت كلكتا المقر الرئيسي لشركة الهند الشرقية وعاصمة للأراضي البريطانية في الهند في عام 1773. اندلعت ثورة الهند سنة 1857 بالقرب من كلكتا قُمع التمرد ونقلت سلطة إدارة أراضي الشركة إلى التاج البريطاني تحت إدارة الحاكم العام للهند.
كان للنهضة البنغالية وحركات الإصلاح الاجتماعي والثقافي مثل تأثير كبير على ثقافة واقتصاد البنغال. حدثت محاولة فاشلة لتقسيم مقاطعة البنغال إلى منطقتين من عام 1905 إلى 1911. تعرضت البنغال لمجاعة كبرى عام 1943 أسفرت عن وفاة ثلاثة ملايين شخص وقت الحرب العالمية الثانية. كان للبنغاليين دور أساسي في حركة الاستقلال الهندية فكانت الجماعات الثورية مثل أنوشيلان ساميتي وجوغانتار نشطة بها. بلغت التمردات المسلحة ضد الحكم البريطاني ذروتها عندما وصلت أنباء قيادة سوبهاش تشاندرا بوز للجيش الوطني الهندي ضد ليأخذ البنغال من أيدي البريطانيين لكنه فشل وهزمه البريطانيون.

### الاستقلال وما بعده

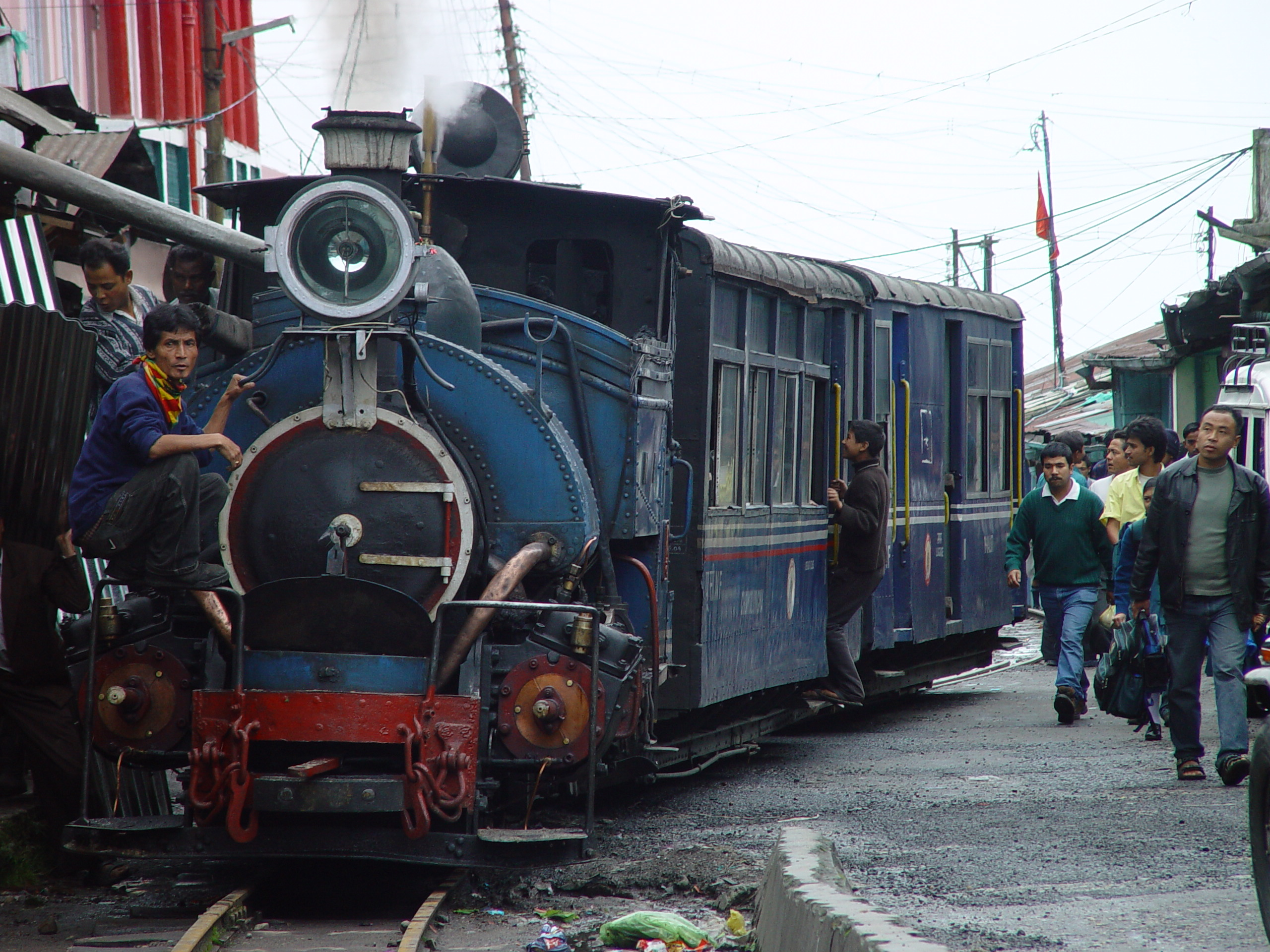
سكة حديد دارجيلنغ في جبال الهيمالايا وهي إحدى مواقع التراث العالمي لليونسكو (عام 1999).

استقلت الهند في عام 1947 فقسمت البنغال بناءً على أساس ديني. ضُم الجزء الغربي من البنغال إلى اتحاد الهند وأُطلق عليه اسم ولاية البنغال الغربية وضُم الجزء الشرقي إلى دومينيون باكستان وسمي بمقاطعة البنغال الشرقية ثم باكستان الشرقية في عام 1956 وأصبحت دولة بنغلاديش المستقلة في عام 1971. حدث تبادل سكاني كبير بين البنغال الغربية والشرقية وقت وبعد التقسيم في عام 1947 فهاجر مسلمو البنغال الشرقية إلى الغربية وهندوس الغربية إلى الشرقية، وحتى الآن لقضايا إعادة توطين اللاجئين والمشكلات المتعلقة دورًا هام في السياسة والحالة الاجتماعية والاقتصادية للولاية. دمجت ولاية كوش بهار الأميرية مع ولاية البنغال الغربية في عام 1950، وضم جيب شانداناجار الفرنسي السابق إلى الولاية في عام 1955. كما ضمت أجزاء من بهار إلى الولاية لاحقا.
هاجر ملايين اللاجئين إلى الولاية من الجارة الشرقية بسبب حرب الاستقلال البنغلاديشية في عام 1971 وهو ما وضع ضغوطًا كبيرة على البنية التحتية. تضررت البنية التحتية للولاية في السبعينيات والثمانينيات بسبب النقص الحاد في الطاقة والإضرابات والحركة الماركسية الماوية العدوانية التي قادتها الجماعات الناكساليين أسفر كل ذلك عن فترة ركود اقتصادي وتراجع صناعي. تغيرت سياسة ولاية البنغال الغربية كبيرًا عندما فازت الجبهة اليسارية في انتخابات الجمعية 1977 متغلبةً على المؤتمر الوطني الهندي الحاكم آنذاك. حكمت الجبهة اليسارية، بقيادة الحزب الشيوعي الهندي (الماركسي)، الولاية للعقود الثلاثة التالية.
انتعش اقتصاد الولاية بعد أن قامت الحكومة المركزية بتبني التحرر الاقتصادي في منتصف التسعينات. شنّ العديد من المسلحون هجمات إرهابية صغيرة في بعض مناطق الولاية من منتصف 2000. حدثت اشتباكات مع الإدارة في عدة مواقع حول مسألة الاستحواذ على الأراضي الصناعية، وهو كان سببًا رئيسيًا في هزيمة حكومة الجبهة اليسارية في انتخابات الجمعية لعام 2011. استطاعت الولاية إعادة إنعاش اقتصادها تدريجيًا على مر السنين على الضرر في البنية التحتية والضغط عليها. شهدت الولاية تحسنًا في التعامل مع الإضرابات وزيادة البنية التحتية التعليمية وتقليل البطالة إلا أن خدمات الرعاية الصحية ضعيفة وكذلك التنمية الاجتماعية والاقتصادية والبنية التحتية ومشاكل البطالة والعنف المدني. واجه نظام الرعاية الصحية في الولاية انتقادات شديدة بعد فضيحة احتيال أدوات اختبار الدم في عام 2006.

## الجغرافيا

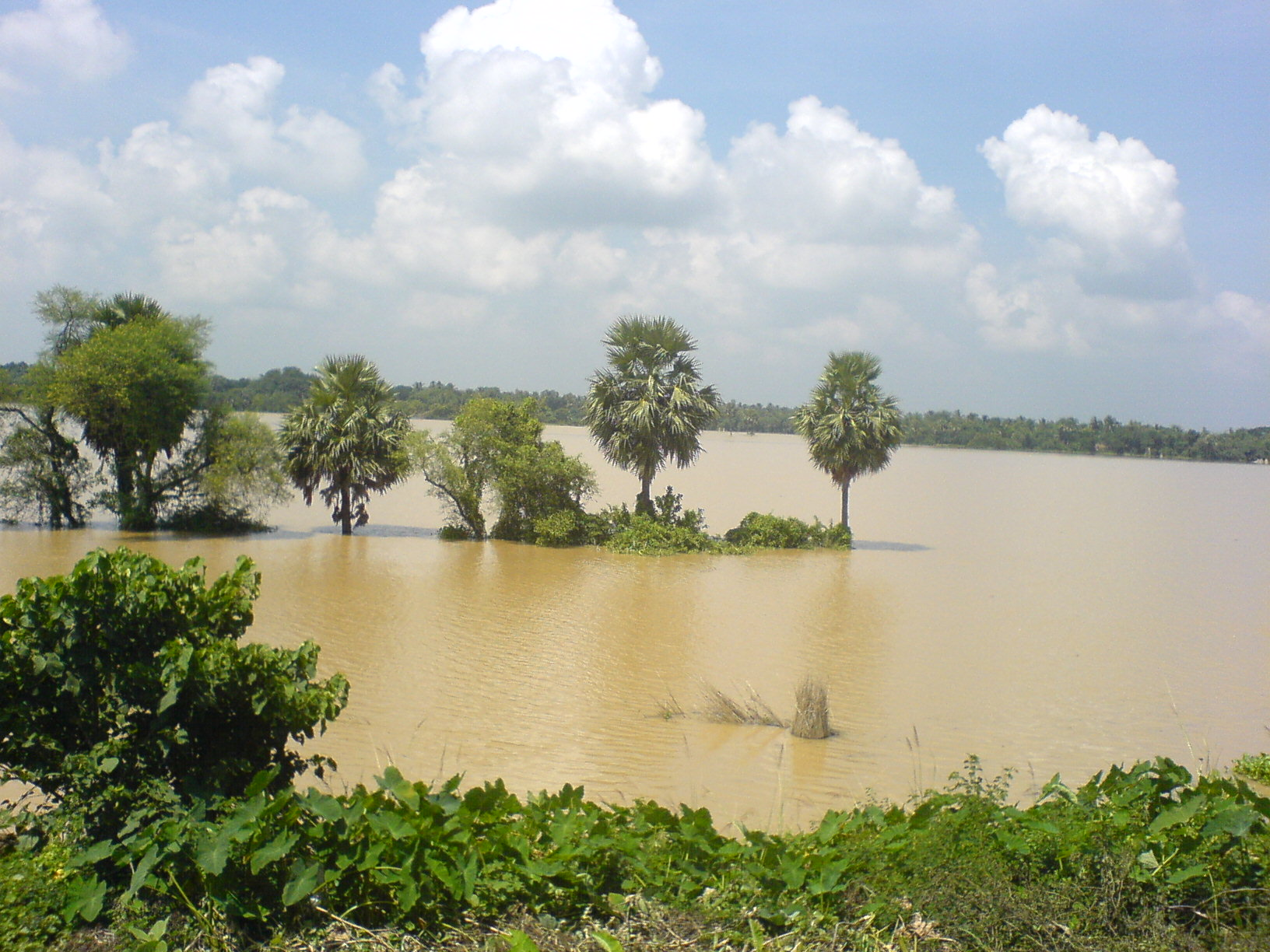
تغمر المياه العديد من مناطق الولاية بسبب أمطار الرياح الموسمية الغزيرة

تقع ولاية البنغال الغربية في المنطقة الضيقة من شرق الهند وتمتد من جبال الهيمالايا في الشمال إلى خليج البنغال في الجنوب. تبلغ مساحتها الكلية 88,752 كيلومتر مربع (34,267 ميل2). أعلى قمة بالولاية هي قمة سانداكفو التي يبلغ ارتفاعها 3,636 مترًا (11,929 قدمًا) الواقعة في تلال دارجيلنغ في أقصى شمال الولاية. تفصل منطقة تيراي الضيقة بين التلال وسهول شمال البنغال عن دلتا الغانج في الجنوب. تقع منطقة رار بين دلتا الغانج في الشرق والهضبة الغربية والمرتفعات. هناك منطقة ساحلية صغيرة في أقصى الجنوب وتعد غابات المانغروف في سونداربانس معمل جغرافي بارز في دلتا الغانج.
النهر الرئيس بها هو نهر الغانج والذي يتفرع إلى فرعين، يتجه أحدهما إلى بنغلاديش واسمه بادما أو بودا ويدخل الفرع الآخر ولاية البنغال الغربية باسم نهر بهاجيراثي ونهر هوغلي. تغذي قناطر فاراكا فرع هوغلي وهو موضوع نزاع مستمر بين الهند وبنغلاديش. تقع أنهار تيستا وتورسا وجالدهاكا وماهاناندا في المنطقة الجبلية الشمالية ويوجد في منطقة الهضبة الغربية أنهاراً مثل دامودار وأجاي وكانغساباتي. يعد تلوث نهر الغانج أحد المشاكل الخطيرة بالولاية. ومن الأنهار الأخرى دامودار أحد روافد نهر الغانج والذي كان يُعرف سابقاً بـ "حزن البنغال" بسبب فيضاناته المتكررة، بنيت العديد من السدود عليها لتقليل آثار الفيضان. وتعاني ما لا يقل عن تسع مناطق في الولاية من تلوث المياه الجوفية بالزرنيخ، تأثر تقريباً 1.04 كرور شخص بالتسمم بالزرنيخ حتى عام 2017.

### المناخ
يتنوع مناخ ولاية البنغال الغربية من السافانا الاستوائية في الجنوب إلى المناخ شبه الاستوائي الرطب في الشمال. المواسم الرئيسة بها هي الصيف وموسم الأمطار والخريف وأقصر الفصول وهو الشتاء. ويتماز صيف الدلتا برطوبة عالية وبينما تشهد المرتفعات الغربية صيفًا جافًا مثل شمال الهند. تصل درجات الحرارة العظمى في النهار إلى ما بين 38 إلى 45 °م (100 إلى 113 °ف). يجلب نسيم الجنوب البارد الرطوبة من خليج البنغال إلى المنطقة بالليل. تكثر العواصف الرعدية القصيرة المعروفة باسم Kalbaisakhi أو Nor'westers في بداية الصيف. تتلقى الولاية رياح موسمية من خليج البنغال تسير من الجنوب الشرقي إلى الشمال الغربي وتجلب هذه الرياح الأمطار من يونيو إلى سبتمبر. يفوق معدل هطول الأمطار 250 سم (98 بوصة) في مقاطعات دارجيلنغ وجالبايجوري وكوتش بيهار. تتكون عواصف على السواحل في موسم الرياح الموسمية بسبب الضغط المنخفض على خليج البنغال. الشتاء (ديسمبر - يناير) معتدل في السهول ومتوسط درجات حرارة دنيا تبلغ 15 درجة مئوية (59 درجة فهرنهايت). تشهد منطقة دارجيلنغ في الهيمالايا شتاءً قارسًا وأحيانًا يسقط بها للثلوج.

### الحياة البرية
بلغت مساحة غابات الولاية 16,847 كـم2 (6,505 ميل2) تقرير حالة الغابات في الهند لعام 2017، في حين كانت مساحتها 16,805 كـم2 (6,488 ميل2) في عام 2013 أي ما كان يمثل 18.93٪ من المساحة الجغرافية للولاية مقارنةً بالمعدل الوطني البالغ 21.23٪ آنذاك. شكلت المحميات 59.4٪ والغابات المحمية 31.8٪ والغابات غير المصنفة 8.9٪ من مساحات الغابات في عام 2009. تعتبر سونداربانس، الواقعة في جنوب ولاية البنغال الغربية، جزءًا من أكبر غابات المانغروف في العالم.
يمكن تقسيم الجزء الجنوبي من ولاية البنغال الغربية إلى منطقتين من الناحية الجغرافية النباتية: سهل الغانج وغابات المانغروف الساحلية. تربة هذه المنطقة خصبة للغاية بسبب طمي نهر الغانج والأمطار الغزيرة. ويشترك الغطاء النباتي لغرب الولاية مع نباتات هضبة شوتا ناجبور في ولاية جهارخاند المجاورة. أنواع التجارية الرئيسية هي الشورية القاسية. ويوجد نباتات ساحلية في منطقة بوبا مدينبور الساحلية ويسود في تلك المنطقة شجرة كزوارينة، وشجرة السندري التي سيمت غابات سونداربانس باسمها.
يحدد الارتفاع وكمية الأمطار توزيع الغطاء النباتي في شمال ولاية البنغال الغربية، فمثلا تكثر أشجار مثل السال وغيرها من الأشجار الاستوائية دائمة الخضرة في سفوح جبال الهيمالايا ومنطقة Dooars. تغلب الغابات شبه الاستوائية على المنطقة التي ترتفع عن 1,000 متر (3,300 قدم)، وفي دارجيلنغ التي يزيد ارتفاعها عن 1,500 متر (4,900 قدم) تسود أشجار الغابات المعتدلة مثل البلوط والصنوبر وشجر الورد.
تشكل الأراضي المحمية 3.26٪ من مساحة الولاية فبها خمسة عشر محمية للحياة البرية وخمس حدائق وطنية هي: منتزه سونداربانس الوطني ومحمية بوكسا تايجر ومنتزه جورومارا الوطني ومنتزه وادي نيورا الوطني ومنتزه سينغاليلا الوطني. يسكن في الولاية وحيد القرن الهندي وفيل هندي والدببة والنمور والغور والتماسيح والعديد من أنواع الطيور بالإضافة إلى الطيور المهاجرة التي تزور الولاية في فصل الشتاء. يسكن في غابات منتزه سينغاليلا الوطني الوطني المنتجق والباندا الأحمر وغزال هندي وطاكن وسيرو وآكل النمل الحرشفي وبهرم وتدرج كاليج. يوجد في غابة سونداربانس ببر البنغال المهدد بالانقراض وأنواعًا أخرى مهددة بالانقراض مثل دلفين نهر الغانج وسلحفاة المياه العذبة وتمساح مصبات الأنهار. تعتبر غابة المانغروف مشتل طبيعي للأسماك وداعم للحياة البحرية في خليج البنغال، اعترفت اليونسكو بمنطقة سونداربانس كمحمية للمحيط الحيوي لأهميتها البيئية.

## الحكومة والسياسة
تُدار ولاية البنغال الغربية بنظام برلماني للديمقراطية التمثيلية مثل باقي الولايات الهندية، يُمنح الاقتراع العام للسكان. الحكومة لها فرعان: التشريعي والقضائي. تتألف الجمعية التشريعية لولاية البنغال الغربية (الهيئة التشريعية) من 295 عضو منتخب لمدة خمس سنوات ما لم تحل قبل ذلك، من المقاعد معقد واحد مخصص للهنود الإنجليز وذوي مناصب مثل رئيس الجمعية ونائبه الذين ينتخبهم الأعضاء. تتكون السلطة القضائية من محكمة كلكتا العليا والمحاكم الدنيا. تقع السلطة التنفيذية على عاتق مجلس الوزراء بقيادة رئيس الوزراء (رئيس الحزب أو الائتلاف ذو الأغلبية في الجمعية التشريعية)، بينما حاكم الولاية هو رئيس شرفي لها ويعينه رئيس الهند. يعين الحاكم مجلس الوزراء بمشورة رئيس الوزراء. تدير البانشيات الشؤون المحلية والتي تُجرى لها انتخابات بانتظام. يمثل الولاية 42 مقعدًا في لوك سابها و16 مقعدًا في راجيا سابها بالبرلمان الهندي.
يهيمن على سياسة الولاية أحزاب مثل مؤتمر ترينامول لعموم الهند (AITC) وحزب بهاراتيا جاناتا والمؤتمر الوطني الهندي وتحالف الجبهة اليسارية بقيادة الحزب الشيوعي الهندي (الماركسي). تولى السلطة عقب انتخابات مجلس ولاية البنغال الغربية في 2011 كل من مؤتمر ترينامول لعموم الهند وائتلاف المؤتمر الوطني الهندي بقيادة ماماتا بانيرجي زعيمة مؤتمر ترينامول لعموم الهند بحصولهم على 225 مقعدًا في المجلس التشريعي.

حكمت الجبهة اليسارية ولاية البنغال الغربية لمدة 34 عامًا (1977-2011) وهي أطول فترة حكم لحكومة شيوعية منتخبة ديمقراطيًا في العالم. انتخبت بانيرجي رئيسة للوزراء في انتخابات الجمعية التشريعية لولاية البنغال الغربية لعامي 2016 التي حصلت فيها على 211 مقعد و2021 التي حصلت فيها على 215 مقعدًا. يوجد الولاية منطقة حكم ذاتي واحدة هي إدارة غوركالاند الإقليمية.

## التقسيم الإداري والمدن

### المقاطعات

خريطة مقاطعات الولاية

كان يوجد في الولاية 23 مقاطعة اعتبارًا من 1 نوفمبر 2023.
| المقاطعة          | السكان     | النمو | نسبة الجنس | معدل معرفة القراءة والكتابة | الكثافة لكل كيلومتر مربع |
| ----------------- | ---------- | ----- | ---------- | --------------------------- | ------------------------ |
| شمال بارجانس      | 10,009,781 | 12.04 | 955        | 84.06                       | 2445                     |
| جنوب بارجانس      | 8,161,961  | 18.17 | 956        | 77.51                       | 819                      |
| Purba Bardhaman   | 4,835,432  | –     | 945        | 74.73                       | 890                      |
| Paschim Bardhaman | 2,882,031  | –     | 922        | 78.75                       | 1800                     |
| Murshidabad       | 7,103,807  | 21.09 | 958        | 66.59                       | 1334                     |
| باشيم مدينبور     | 5,913,457  | 13.86 | 966        | 78.00                       | 631                      |
| هوجلي             | 5,519,145  | 9.46  | 961        | 81.80                       | 1753                     |
| منطقة نادية       | 5,167,600  | 12.22 | 947        | 74.97                       | 1316                     |
| بوبا مدينبور      | 5,095,875  | 15.36 | 938        | 87.02                       | 1081                     |
| منطقة هاوراه      | 4,850,029  | 13.50 | 939        | 83.31                       | 3306                     |
| منطقة كالكوتا     | 4,496,694  | −1.67 | 908        | 86.31                       | 24306                    |
| Maldah            | 3,988,845  | 21.22 | 944        | 61.73                       | 1069                     |
| منطقة جالبيجوري   | 3,872,846  | 13.87 | 953        | 73.25                       | 622                      |
| Alipurduar        | 1,700,000  | –     | –          | –                           | 400                      |
| منطقة بانكورا     | 3,596,292  | 12.64 | 954        | 70.95                       | 523                      |
| بربوم             | 3,502,404  | 16.15 | 956        | 70.68                       | 771                      |
| اوتار ديناجبور    | 3,007,134  | 23.15 | 939        | 59.07                       | 958                      |
| منطقة بوروليا     | 2,930,115  | 15.52 | 957        | 64.48                       | 468                      |
| كوتش بيهار        | 2,819,086  | 13.71 | 942        | 74.78                       | 832                      |
| مقاطعة دارجيلنغ   | 1,846,823  | 14.77 | 970        | 79.56                       | 586                      |
| داكشين ديناجبور   | 1,676,276  | 11.52 | 956        | 72.82                       | 755                      |
| Kalimpong         | 202,239    | –     | –          | –                           | 270                      |
| Jhargram          | 1,136,548  | –     | –          | –                           | 374                      |

1. 1 2 3  أنشئت بعد تعداد 2011

يحكم كل مقاطعة جامع مقاطعة أو قاضي مقاطعة يعينه إما الخدمة الإدارية الهندية أو الخدمة المدنية في ولاية البنغال الغربية. تنقسم كل مقاطعة إلى أقسام فرعية يحكمها قاضي قسم فرعي تنقسم هي نفسها إلى كتل. تتكون الكتل من البانشيات (المجالس القروية) وبلديات المدن.

### المدن
عاصمة الولاية وأكبر مدنها هي كلكتا، وهي ثالث أكبر منطقة حضرية وسابع أكبر مدينة في الهند. أسانسول هي ثاني أكبر مدينة وتكتل حضري في ولاية البنغال الغربية.
يوجد ولاية البنغال الغربية مدنًا رئيسية مخطط لها مثل بيدهانجار ونيو تاون وكالياني وهالديا ودورغابور وخراجبور. تعد سيليجري مدينة ذات أهمية اقتصادية تقع في موقع استراتيجي في ممر سيليجوي الشمالي الشرقي في الهند. ومن المدن والبلدات الكبرى الأخرى في الولاية هاورا وشانداناجار وباردهامان وبهارامبور وجالبايجوري وبوروليا.

## السكان
تُعتبر ولاية البنغال الغربية رابع أكبر ولاية من حيث عدد السكان في الهند بتعداد سكاني يبلغ 91,347,736 نسمة أي ما يعادل 7.55% من إجمالي سكان الهند في تعداد 2011. سجلت الولاية معدل نمو سكاني عشري بين عامي 2001 و2011 قدره 13.93% وهو أقل من معدل النمو بين عامي 1991 و2001 الذي كان 17.8% وأيضًا أقل من المعدل الوطني البالغ 17.64%. بلغت نسبة الجنسين 947 أنثى لكل 1000 ذكر. كانت كثافة السكان في ولاية البنغال الغربية 1,029 نسمة لكل كيلومتر مربع (2,670/ميل2) في عام 2011 وهي بذلك ثاني أكثر الولايات كثافة سكانية في الهند بعد ولاية بهار.
بلغ معدل الإلمام بالقراءة والكتابة في الولاية 77.08% متجاوزًا المعدل الوطني البالغ 74.04%. تشير البيانات بين عامي 2010 و2014 تشير أن متوسط العمر المتوقع كان 70.2 سنة أعلى من المتوسط الوطني البالغ 67.9. كانت نسبة الأشخاص الذين يعيشون تحت خط الفقر 19.98% في عام 2013 وهي أقل من النسبة التي كانت قبل عقد من الزمان البالغة 31.8%. تشكل الطوائف المجدولة (28.6%) والقبائل المجدولة (5.8%) من سكان الريف و19.9% و1.5% في المناطق الحضرية على التوالي.
وصلت ولاية البنغال الغربية إلى نسبة كهربة 100% لجميع المنازل بعد تزويد آخر القرى النائية في سونداربانس بالكهرباء في سبتمبر 2017. حققت 76 من بين 125 بلدة ومدينة في البنغال هدف عدم التغوط في العراء في سبتمبر 2017. جميع المدن في مناطق: نادية وشمال 24 بارجاناس وهوغلي وباردهامان وشرق ميدينيبور هي مناطق خالية من التغوط وأصبحت نادية أول منطقة من هذا النوع في الولاية في أبريل 2015.
أظهرت دراسة أُجريت في ثلاث مناطق بولاية البنغال الغربية أن الاعتماد على الخدمات الصحية الخاصة لعلاج الأمراض كان له تأثير مدمر على الأسر من ناحية التكاليف. هذا يبرز أهمية توفير الخدمات الصحية العامة لتخفيف وطأة الفقر والتأثير السلبي للأمراض على الأسر الفقيرة.
يُشير أحدث تقرير إحصائي من نظام تسجيل العينات أن ولاية البنغال الغربية بها أقل معدل خصوبة بين الولايات الهندية فيبلغ معدل الخصوبة الكلي 1.6 وهو أقل من معدل الخصوبة في ولاية بهار المجاورة الذي يبلغ 3.4 وهو الأعلى في البلاد. يعاد معدل الخصوبة 1.6 في الولاية تقريبًا معدل الخصوبة في كندا.
أغلب سكان الولاية من البنغال الذين يتبعون في الغالب الهندوسية يليه الإسلام ثم المسيحية وعدد قليل من البوذيين. تنتشر شعوب المارواري والميثيلي والبوجبوري في أنحاء الولاية. توجد العديد من المجتمعات البوذية الأصلية مثل الشيربا والبوذيا واللبشا والتامانغ واليوموس والتبتيين في منطقة تلال دارجيلنغ بجبال الهيمالايا. يوجد متحدثين بلغة الخورتية الأصلية في منطقة مالدا.
يُتحدث باللغة السورجابورية (وهي مزيج من الميثيلي والبنغالية) في الأجزاء الشمالية من الولاية. يسكن تلال دارجيلنغ بالأساس مجتمعات غورخا الذين يتحدثون بالنيبالية على وجود بعض المجتمعات ذات اللغات المحلية مثل الليبشا. ولاية البنغال الغربية هي أيضًا موطن للقبائل الأصلية الآديفاسي مثل: السنتال والموندا والأوراون والبهوميج واللودها والكول والتوتو.
يوجد في العاصمة عددًا قليلاً من الأقليات العرقية مثل: الصينيون والتاميل والمراثيون وأودياسين والمالاياليون والكجراتيون والهنود الأنجلو والأرمن واليهود والبنجاب والبارسيون. يوجد الحي الصيني الوحيد في الهند في شرق كلكتا.

### الأديان
الدين في البنغال الغربية (2011)
لغات البنغال الغربية (2011)
يشكل الهندوس أغلبية سكان الولاية إلا أن هناك أقلية مسلمة كبيرة في الولاية. يشكل المسيحيون والبوذيون وأتباع ديانات أخرى نسبة صغيرة من السكان. ذكر في تعداد عام 2011 أن الهندوسية هي ديانة الأغلبية بنسبة 70.54٪ من السكان، بينما يشكل المسلمون 27.01٪ ويشكلون أغلبية في ثلاث مناطق بالبنغال الغربية هي: مرشد أباد ومالدا وأوتار ديناجبور. البوذية ديانة هامة في منطقة الهيمالايا بتلال دارجيلنغ فأغلب بوذي الولاية من تلك المنطقة. المسيحية تنتشر بشكل أساسي بين قبائل حدائق الشاي في المناطق المتفرقة من دارجيلنغ وجالباجوري وأليبوردوار.
عدد السكان الهندوس في ولاية البنغال الغربية يصل إلى 64,385,546 في حين يبلغ عدد السكان المسلمين 24,654,825 وفقاً لإحصاء عام 2011.

### اللغات
اللغات الرسمية للولاية هي البنغالية والإنجليزية. اللغة النيبالية لغة رسمية في الأقسام الفرعية الثلاثة لمنطقة دارجيلنغ. منحت حكومة الولاية اللغات الهندية والأوديا والبنجابية والسنتالية والأردية وضعًا رسميًا إضافيًا في المناطق التي يشكل المتحدثون بها أكثر من 10٪ من السكان في عام 2012. أضافت الحكومة في عام 2019 اللغات الكامتابورية والكورمالية والراجبانشية إلى قائمة اللغات الرسمية في الكتل أو الأقسام أو المناطق التي يتجاوز فيها المتحدثون بها 10٪ من السكان. أعلنت رئيسة الوزراء ماماتا بانيرجي اللغة التيلوغوية لغة رسمية إضافية في 24 ديسمبر 2020. ذكر في تعداد عام 2011 أن 86.22٪ يتحدثون اللغة البنغالية و5.00٪ يتحدثون الهندية و2.66٪ يتحدثون السنتالية و1.82٪ يتحدثون الأردية و1.26٪ يتحدثون النيبالية.

## الاقتصاد
| صافي الناتج المحلي للدولة بتكلفة عوامل الإنتاج بالأسعار الجارية (قاعدة 2004-2005) (الأرقام بكرور روبية هندية) |                           |
| السنة | صافي الناتج المحلي للدولة |
| 2004–2005 | 190,073                   |
| 2005–2006 | 209,642                   |
| 2006–2007 | 238,625                   |
| 2007–2008 | 272,166                   |
| 2008–2009 | 309,799                   |
| 2009–2010 | 366,318                   |

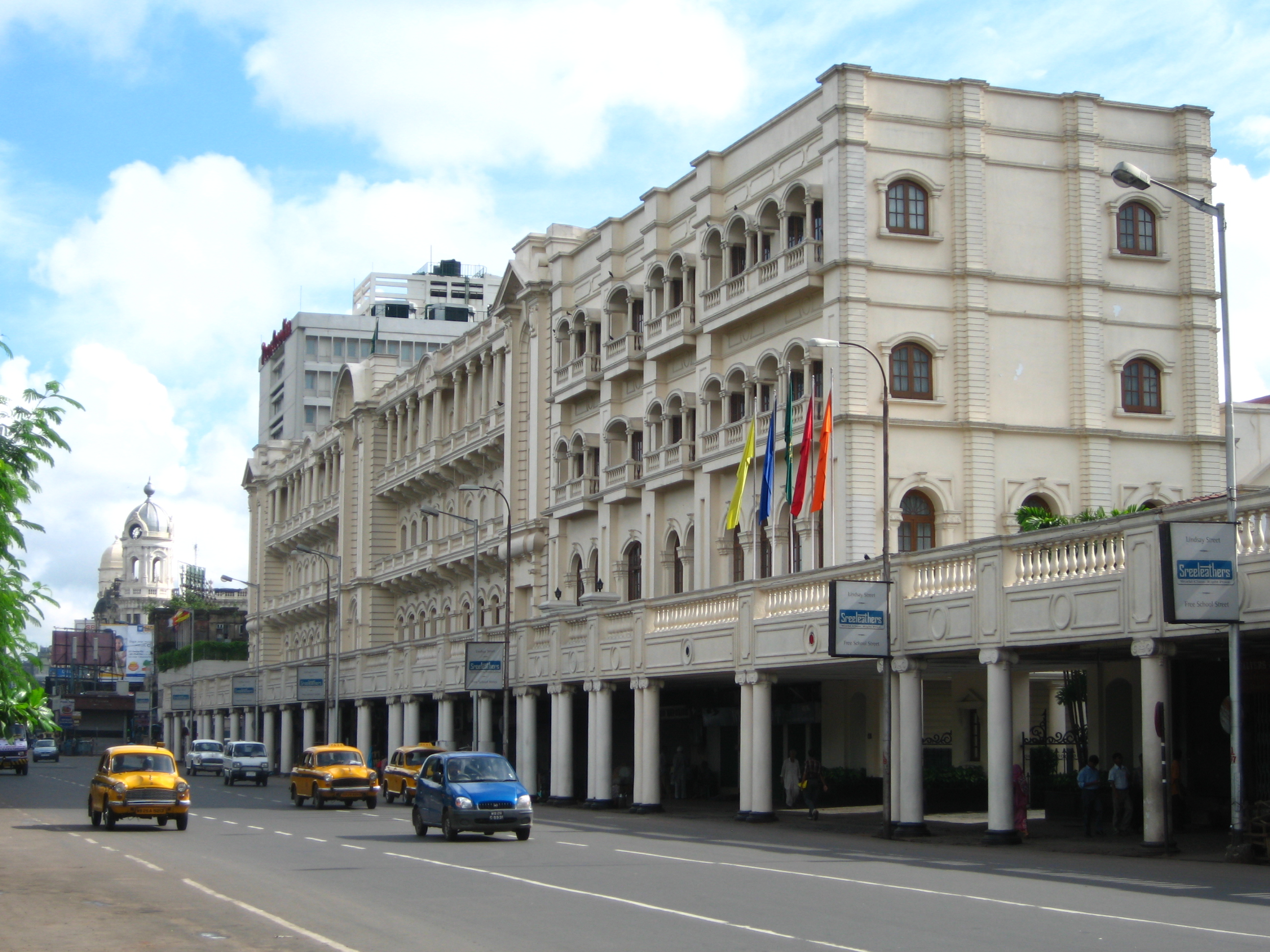
فندق ذا جراند في كلكتا. السياحة، خاصة من بنغلاديش، هي جزء مهم من اقتصاد ولاية البنغال الغربية.

كانت اقتصاد ولاية البنغال الغربية يحتل المرتبة السادسة في الهند من حيث الناتج المحلي الإجمالي في عام 2015. ارتفع الناتج المحلي الإجمالي بالأسعار الجارية (الأساس 2004-2005) من 2,086.56 مليار روبية في 2004-05 إلى 8,00,868 كرور روبية في 2014-2015 ليصل إلى 10,21,000 كرور روبية في 2017-18. وقد تراوحت نسبة نمو التخطيط التنموي بالأسعار الجارية من مستوى منخفض قدره 10.3٪ في 2010-2011 إلى مستوى مرتفع قدره 17.11٪ في 2013-2014 وكان معدل النمو 13.35٪ في 2014-2015. كان دخل متوسط الفرد في الولاية أقل من متوسط الهند لأكثر من عقدين. بلغ نصيب الفرد من الناتج المحلي الإجمالي بالأسعار الحالية 78,903 روبية في العام المالي 2014-2015 ويتراوح معدل نمو نصيب الفرد من الناتج المحلي الإجمالي بالأسعار الجارية من 9.4٪ في 2010-2011 إلى 16.15٪ في 2013-2014، وكان معدل النمو 12.62٪ في 2014-2015.
كانت النسبة المئوية لقطاعات الاقتصاد بتكلفة عوامل الإنتاج حسب النشاط الاقتصادي بالسعر الثابت (سنة الأساس 2011-2012) هي الزراعة والغابات ومصايد الأسماك (4.84٪) والصناعة (18.51٪) والخدمات 66.65٪ في العام المالي 2015-2016. وقد لوحظ أن هناك انخفاضا بطيئا مطرد في النسبة المئوية لحصة الصناعة والزراعة من الاقتصاد على مر السنين. الأرز هو المحصول الغذائي الرئيسي للولاية، والمحاصيل الخمسة الأولى بالولاية هي الأرز والبطاطس والجوت وقصب السكر والقمح.:14 تشتهر منطقة دارجيلنغ وغيرها بأنواع الشاي عالية الجودة.:14 المناطق الزراعية الرئيس بها هي منطقة كلكتا والمرتفعات الغربية الغنية بالمعادن ومنطقة ميناء هالديا. يوجد في حزام منجم دورغابور-أسانسول عدد من مصانع الصلب. الصناعات التحويلية الهامة: المنتجات الهندسية والإلكترونيات والمعدات الكهربائية والكابلات والصلب والجلود والمنسوجات والمجوهرات والفرقاطات والسيارات وحافلات السكك الحديدية والعربات. جعلت الموارد الطبيعية مثل الشاي والجوت ولاية البنغال الغربية مركزا رئيسيا لصناعات الجوت والشاي.
اعتمدت ولاية البنغال الغربية بعد الاستقلال على الحكومة المركزية لمساعدتها في تلبية احتياجاتها الغذائية لسنوات. ظل إنتاج الغذاء ثابتًا وتستفند الولاية من الثورة الخضراء بالهند. لكن شهدت الولاية زيادة كبيرة في إنتاج الغذاء منذ الثمانينيات وأصبح لديها الآن فائض من الحبوب. كانت حصة الولاية من الناتج الصناعي الإجمالي في الهند 9.8٪ في عامي 1980-1981 ثم انخفضت إلى 5٪ بحلول عام 1997-1998. بالمقابل نما قطاع الخدمات بمعدل يتجاوز المعدل الوطني. بلغ إجمالي الدين المالي للولاية 1,918,350 مليون روبية (23 مليار دولار أمريكي) في عام 2011. كان متوسط معدل نمو الناتج المحلي الإجمالي للولاية 13.9٪ وهو أقل من المتوسط الوطني البالغ 15.5٪ بين عامي 2004 و2010.:4
شهد اقتصاد ولاية البنغال الغربية تغيرات مفاجئة في الاتجاهات. فقد ارتفع القطاع الزراعي بشكل خاص إلى 8.33٪ في 2010-11 قبل أن ينخفض إلى -4.01٪ في 2012-13. وقد أغلقت أو توقفت العديد من الصناعات الكبرى مثل مصنع السيارات وصناعة الجوت ومجمع Haldia للبتروكيماويات في عام 2014. توقفت خطط مشروع Jindal Steel بقيمة 300 مليار دولار في العام نفسه. كما تأثرت صناعة الشاي في الولاية بالسلب لأسباب مالية وسياسية. وتأثرت السياحة في الولاية سلبًا في عام 2017 بسبب الاضطرابات المتعلقة بجورخالاند.
تحسن القطاع الصناعي بسبب التغييرات الإيجابية في النظرة تجاه التصنيع و تحسنت سهولة ممارسة الأعمال في الولاية. وتُتخذ خطوات لتحسين الوضع فترويج الولاية كوجهة استثمارية. يُخطط لإنشاء مدن ذكية بالقرب كلكتا وهناك مشاريع طرق رئيسية قادمة لتنشيط الاقتصاد. وقد نجحت ولاية البنغال الغربية في جذب 2٪ من الاستثمار الأجنبي المباشر في الهند في العقد الماضي.

## النقل

### البري

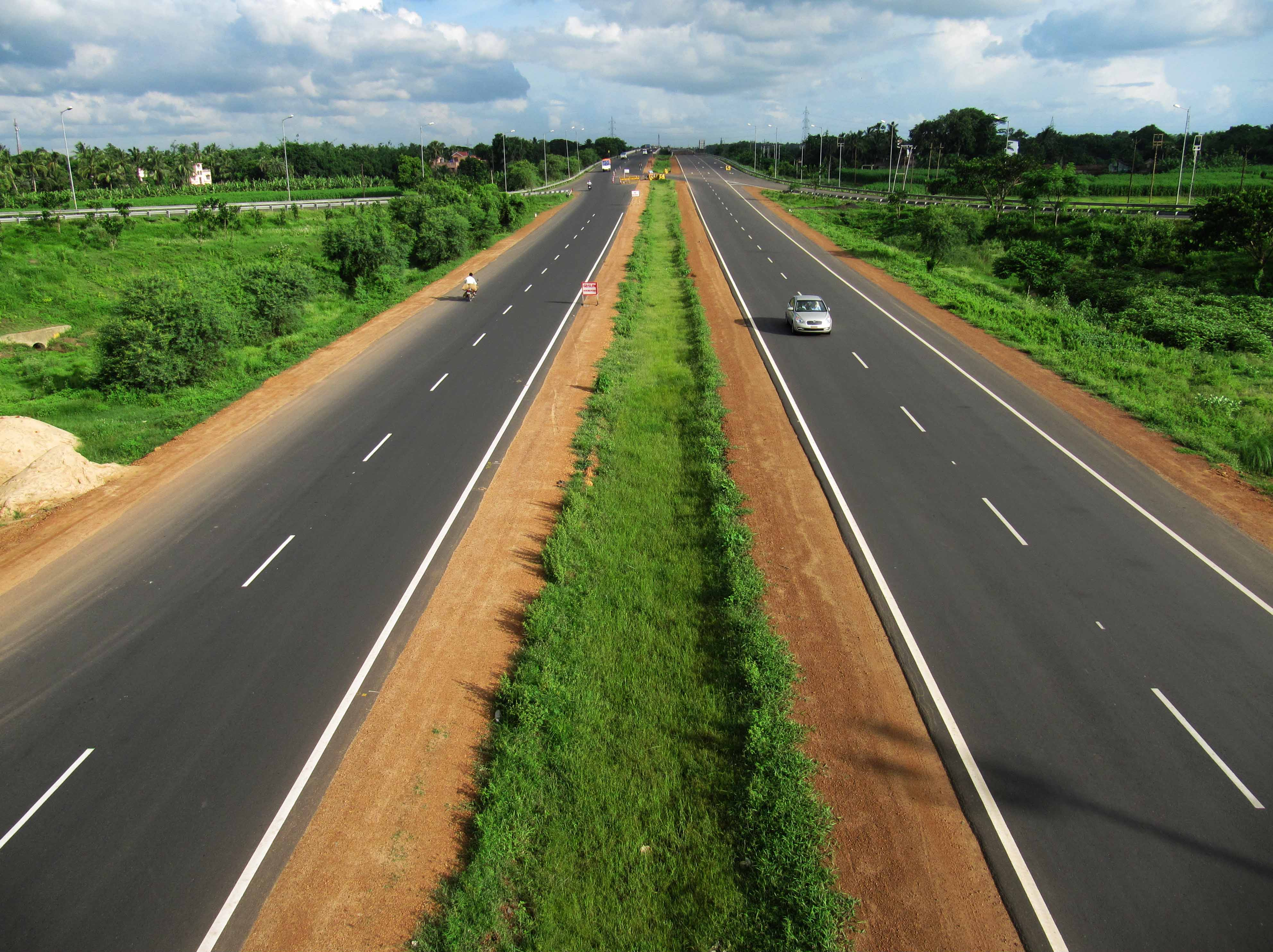
طريق دورغابور السريع

بلغ الطول الكلي للطرق البرية في ولاية البنغال الغربية أكثر من 92,023 كيلومتر (57,180 ميل) في عام 2011.:18 تشكل الطرق السريعة الوطنية منها 2,578 كـم (1,602 ميل) وطرق الولاية السريعة 2,393 كـم (1,487 ميل).:18 كانت كثافة الطرق في الولاية 103.69 كيلومترًا لكل كيلومتر مربع 103.69 كيلومتر لكل كيلومتر مربع (166.87 ميل لكل ميل مربع) في عام 2006، وهو أعلى من المتوسط الوطني البالغ 74.7 كـم/كـم2 (120.2 ميل/ميل2).
تُدير العديد من الهيئات الحكومية خدمات الحافلات في الولاية منها: شركة النقل الحكومية في كلكتا وشركة النقل في شمال البنغال ومؤسسة النقل في جنوب البنغال وشركة النقل في البنغال الغربية وشركة ترام كلكتا. وتوجد أيضًا شركات حافلات خاصة. من وسائل النقل الأخرى سيارات الأجرة المزودة بعدادات وعربات لبجنركشة الآلية التي تسير عادةً في مسارات محددة داخل المدن. تستخدم عربات جنركشة الهوائية في معظم الولاية، بينما تُستخدم عربات جنركشة اليدوية والكهربائية للمسافات القصيرة في كلكتا.

### السكة الحديد

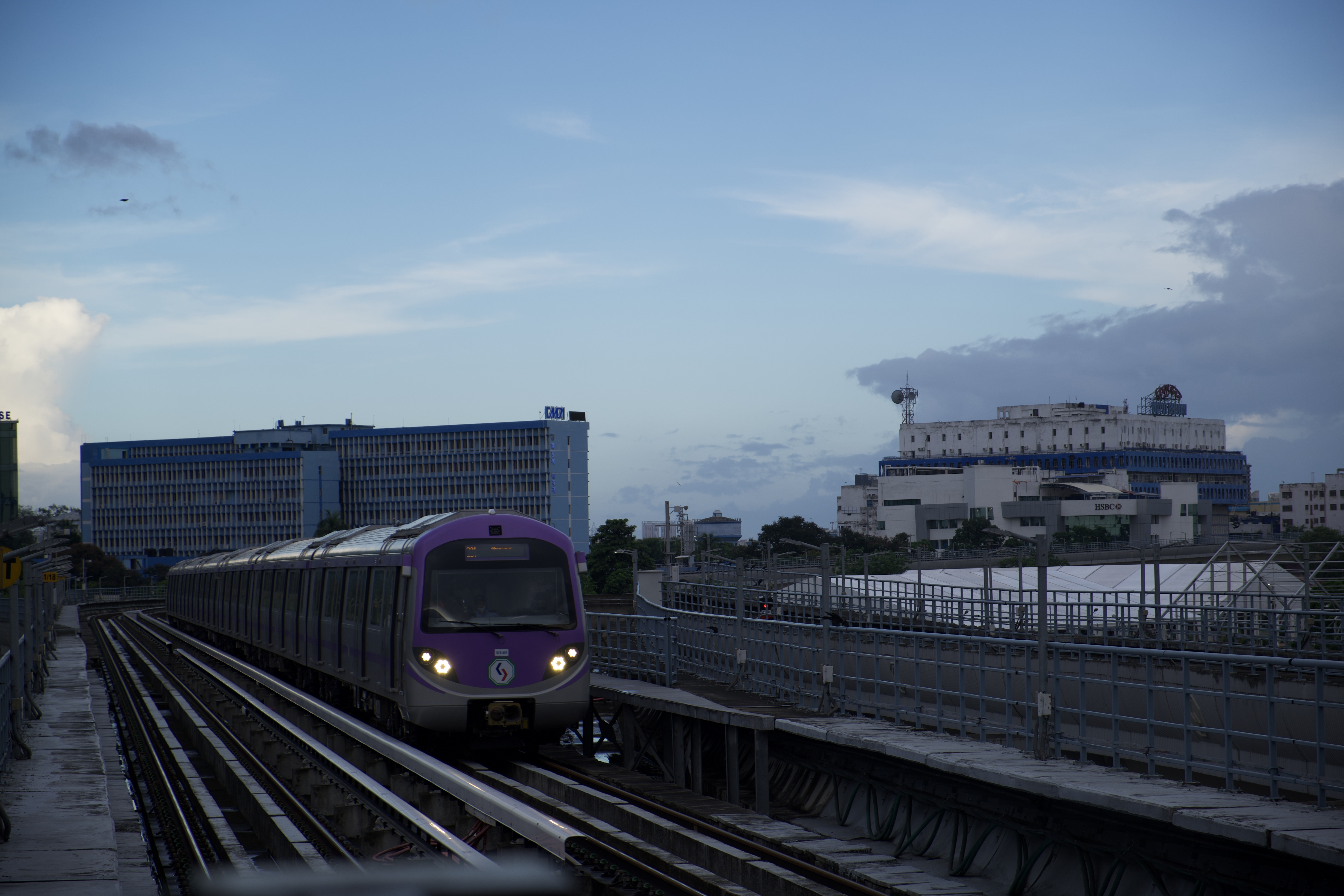
مترو كلكتا أول مترو في الهند

كان إجمالي طول خطوط السكك الحديدية حوالي 4,481 كـم (2,784 ميل) في عام 2011.:20 تعتبر كلكتا المركز الرئيسي لثلاث مناطق من السكك الحديدية الهندية: السكك الحديدية الشرقية والسكك الحديدية الجنوبية الشرقية ومترو كلكتا وهي المنطقة رقم 17 الجديدة. تخدم سكة حديد الحدود الشمالية الشرقية الأجزاء الشمالية من الولاية. مترو كلكتا هو أول خط مترو أنفاق في الهند. سكة حديد دارجيلنغ الواقعة في جبال الهيمالايا وهي جزء من سكة حديد الحدود الشمالية الشرقية هي موقع تراث عالمي حسب اليونسكو. تُعتبر السكك الحديدية خدمة مؤممة بدون استثمارات خاصة. تُعد كلكتا المدينة الوحيدة في الهند التي به شبكة ترام تديرها شركة ترام كلكتا.

### الجو

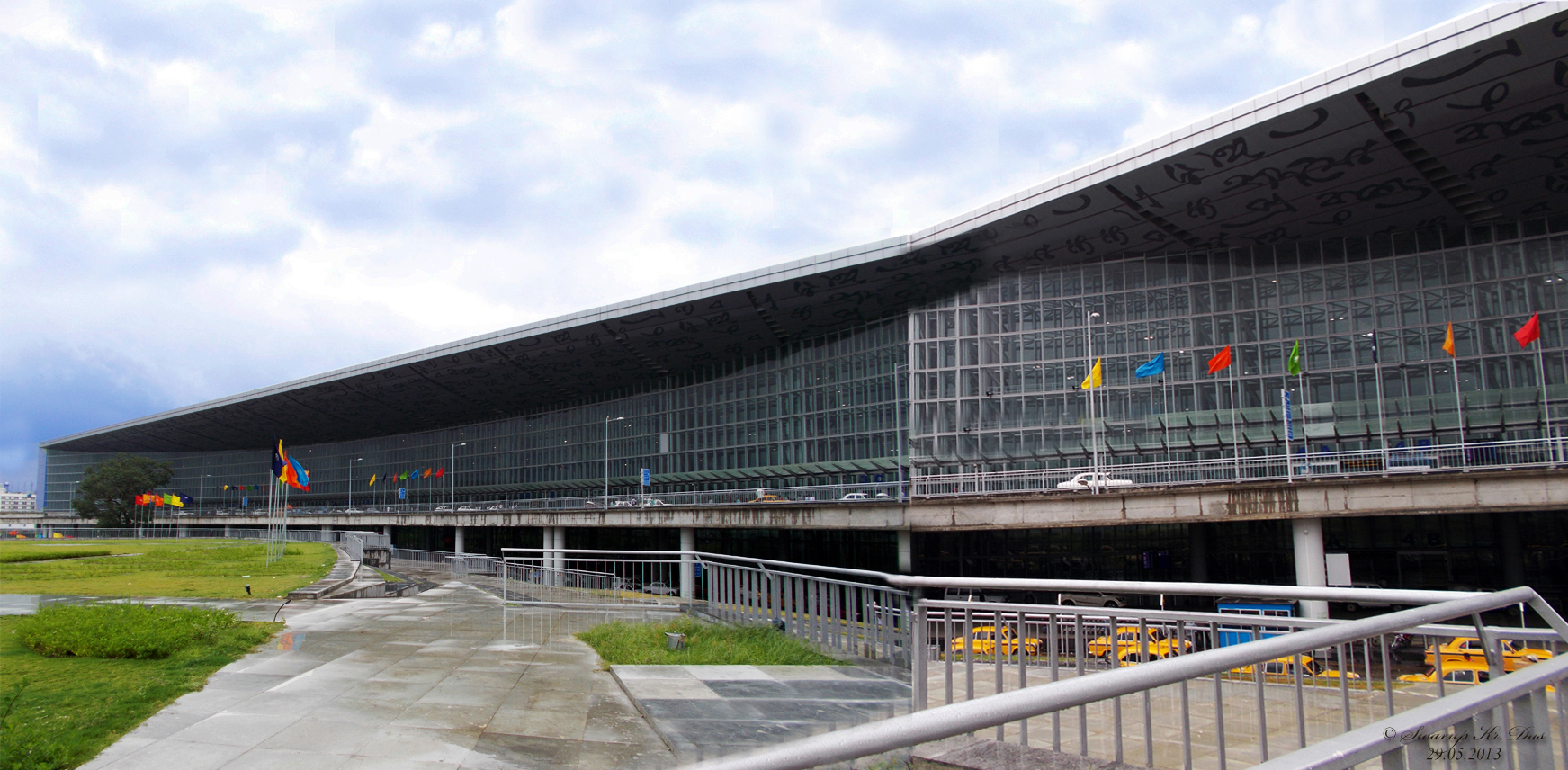
مطار نيتاجي سوبهاس تشاندرا بوس الدولي وهو مركز للرحلات الجوية من وإلى بنغلاديش وشرق آسيا ونيبال وبوتان وشمال شرق الهند.

مطار نيتاجي سوبهاس شاندرا بوس الدولي الواقع في دوم دوم بكلكتا هو أكبر مطار في الولاية. مطار باجدوجرا، القريب من سيليجوري هو مطار جمركي به رحلات دولية إلى بوتان وتايلاند بالإضافة إلى الرحلات المحلية المنتظمة. يخدم مطار كازي نصر الإسلام، أول مطار خاص في الهند، المدينتين التوأم أسانسول ودورجابور.

### البحري
تعد كلكتا ميناء نهري هام في شرق الهند. يُشرف صندوق ميناء كلكتا على أرصفة كلكتا وهالديا. تتوفر منه خدمة نقل الركاب إلى بورت بلير في جزر أندامان ونيكوبار. كما تُقدم خدمات الشحن البحري إلى الموانئ الهندية والدولية عبر شركة الشحن الهندية. تُعتبر العبارات وسيلة نقل أساسية في جنوب الولاية بالأخص في منطقة سونداربانس.

## الثقافة

### الأدب
تتميز اللغة البنغالية بإرث أدبي غني تشاركه الولاية مع جارتها بنغلاديش. تحتفي ولاية البنغال الغربية بتقليد عريق في الأدب الشعبي. شهد الأدب البنغالي تحديثًا في أعمال مؤلفين مثل تشاتوبادهيايا تشاترجي في القرنين التاسع عشر والعشرين الذي ابتعد بأعماله عن الكتابات الشعرية التقليدية السائدة في ذلك الوقت. ومن الأدباء مايكل مادهوسودان دوت رائد الدراما البنغالية الذي أدخل الشعر المرسل ورابندرانات طاغور الذي أحدث ثورة في الأدب والموسيقى البنغالية ونذر الإسلام الذي تميزت مؤلفاته بالطابع الطليعي لنازرول جيتي وسارات شاندرا تشاتوبادياي الذي لاقت أعماله حول الممارسات الاجتماعية المعاصرة في البنغال استحسانًا واسعًا ومانيك بانديوبادهياي، الذي يُعد من أبرز الأسماء في الخيال البنغالي الحديث.
في العصر الحديث،
اعتُبر Jibanananda Das "الشاعر الأول في عصر ما بعد طاغور في الهند" في العصر الحديث. ومن بين الكتاب الآخرين: بيبوتيبهوشان باندوبادهياي الذي اشتهر بروايته باثر بانشالي؛ تاراشانكار باندوبادهياي المعروف بتصويره للطبقات الدنيا من المجتمع؛ مانيك باندوبادهياي وهو روائي بارز؛ وأشابورنا ديفي وشيرشيندو موخوبادهياي وساراديندو باندوبادهياي وبوذاديب جوها وماهاشويتا ديفي وساماريش ماجومدار وسانجيف تشاتوبادياي وشاكتي تشاتوبادياي وبوذاديب باسو وجوي جوسوامي وسونيل جانجوبادهياي.

### الرقص
يعد تقليد باول من التراث الفريد من البنغالية الموسيقى الشعبية وهو نوع من الشعر الصوفي. من الأشكال الأخرى للموسيقى الشعبية جومفيرا والبهاوية التي غالبًا ما تعزف فيها آلة الاكتارا وهي آلة موسيقية ذات وتر واحد. شياما سانجيت هو نوع من الأغاني التعبدية التي تمجد الإلهة الهندوسية كالي وكيرتان هي أغاني جماعية تعبدية تُكرّس للإله كريشنا. تتمتع ولاية البنغال الغربية بتراث غني في الموسيقى الكلاسيكية الهندية الشمالية مثل باقي شمال الهند. من أبرز الأنواع الأخرى Rabindrasangeet وهي الأغاني التي كتبها ولحنها رابندرانات طاغور ونصرول جيتي من تأليف كازي نصر الإسلام. كما تبرز أغاني Dwijendralal وAtulprasad وRajanikanta والموسيقى الحديثة من الأفلام والملحنين الآخرين. ظهرت أنواع جديدة من الموسيقى في أوائل التسعينيات يُعرف بالبنغالية Jeebonmukhi Gaan، وهو نوع حديث يستند إلى الواقعية. أشكال الرقص البنغالي مستمدة من التقاليد الشعبية خاصة الرقصات القبلية. رقصة تشاو من بوروليا هي شكل فريد من الرقص المقنع.

### الأفلام
الأفلام الهندية السائدة هي شعبية في ولاية البنغال، والدولة هي موطن لالشفق. Tollygunge في كلكتا هو الموقع العديد من استوديوهات السينما البنغالية، واسم «الشفق» (على غرار هوليوود وبوليوود) مشتق من هذا الاسم. صناعة السينما البنغالية ومن المعروف جيدا للأفلام فنها، وأنتجت الإدارة المشهود مثل ساتياجيت راي، مرينال سين، تابان سينها وراتوك غاتاك. تشمل مدراء بارزين المعاصر قدامى المحاربين مثل بودهاديف داسجوبتا، تارون ماجومدار، جوتيما غوس، أبارنا سين، ريتبارنو غوش وبركة الأحدث من المخرجين مثل كوشيك غانغولي وسارجيت موخرجي.

ساتياجيت راي رائد في السينما البنغالية مع رافي سانكار.

تُصور الأفلام البنغالية الغربية غالبًا في استوديوهات حي كولكاتا في توليجانج، ومن هنا جاءت تسمية "توليوود" على غرار هوليوود وبوليوود. تُعرف السينما البنغالية بإنتاجها الفني الرفيع وقد أنجبت مخرجين عظام مثل ساتياجيت راي أحد أبرز صناع الأفلام في القرن العشرين ومرينال سين المعروف بأفلامه التي تصور الواقع الاجتماعي بأسلوب فني وتابان سينها وريتويك غاتاك. ومن بين المخرجين المعاصرين نجد بوذاديب داسغوبتا وتارون ماجومدار وغوتام غوس وأبارنا سين وريتوبارنو غوش وجيل جديد من المخرجين ككوشيك جانجولي وسريجيت موخيرجي. وقد حظي الممثل أوتام كومار بشعبية كبيرة.

### الفنون الجميلة

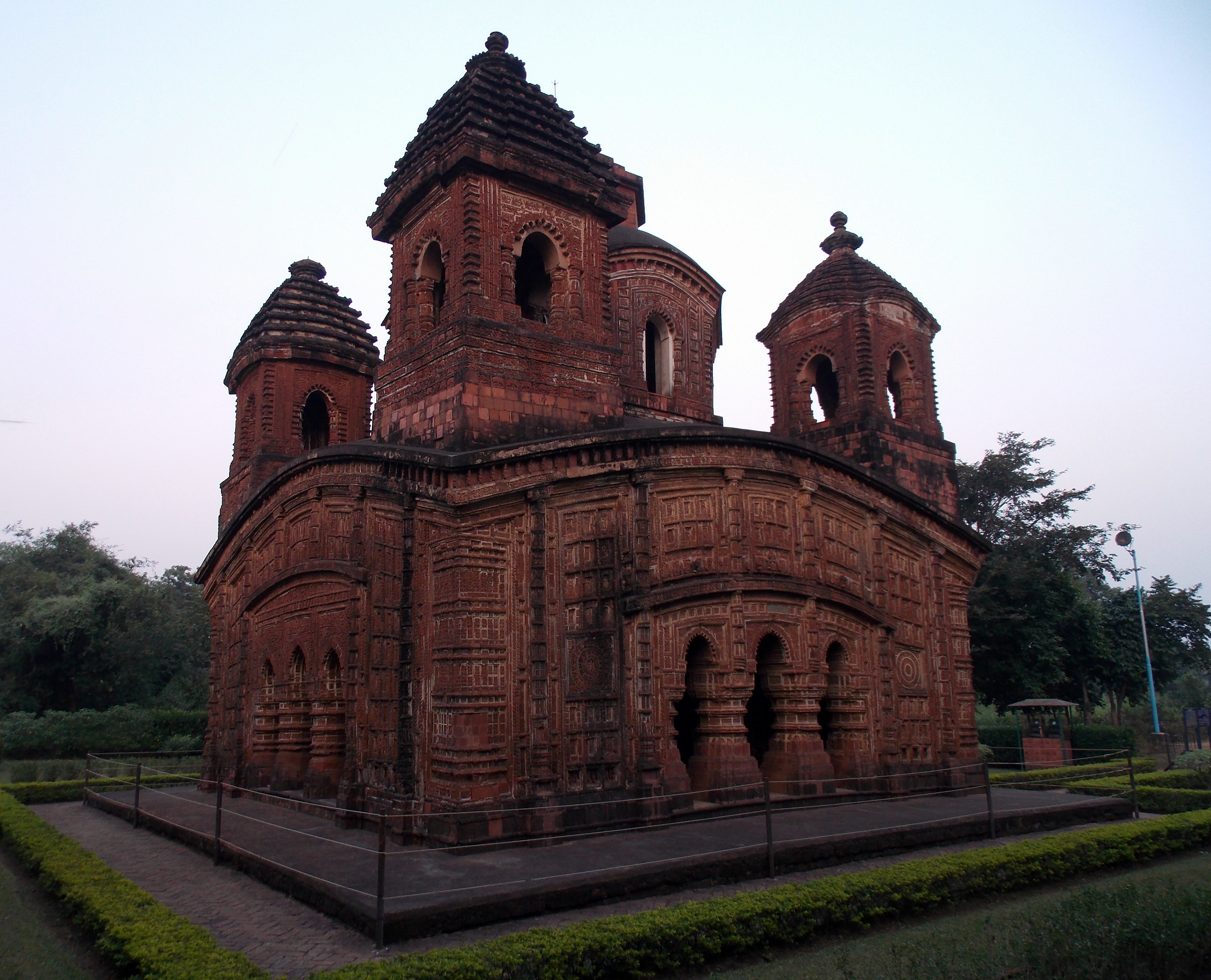
معبد بانشورا في بيشنوبور أحد أقدم الأمثلة على فنون الطين في الهند.

يوجد في البنغال أمثلة بارزة على الفنون الجميلة من العصور السابقة مثل فن طين المعابد الهندوسية ولوحات كاليغات. وقد كانت رائدة في الحداثة الفنية، فأسس أبانيندرانات طاغور، المعروف بأب الفن الهندي الحديث، مدرسة البنغال للفنون بهدف تشجيع تطور أساليب فنية جديدة بعيداً عن التقاليد الواقعية الأوروبية التي كانت تُدرس في كليات الفنون في ظل الحكم الاستعماري البريطاني. اجتذبت هذه الحركة العديد من الأتباع منهم غاغانيندراناث طاغور ورامكينكار بيج وجاميني روي ورابندرانات طاغور. ظهرت مجموعات فنية مهمة مثل مجموعة كلكتا وجمعية الفنانين المعاصرين في البنغال بعد الاستقلال لعبت الفرق دوراً محورياً في الساحة الفنية الهندية.

### التراث الإصلاحي
كانت العاصمة كلكتا مركزًا لعمل العديد من الإصلاحيين الاجتماعيين منهم راجا رام موهان روي وإسوار شاندرا فيدياساجار وسوامي فيفي كاناندا. أسهمت إصلاحاتهم الاجتماعية في نهاية المطاف في خلق بيئة ثقافية سمحت بإلغاء ممارسات مثل الستي والمهر والتمييز الطبقي. كما كانت المنطقة مسقط رأس العديد من المعلمين الدينيين مثل تشيتانيا وراماكريشنا وأبهاي شارانارافيندا وبرمهنسا يوغانندا.

### الطعام

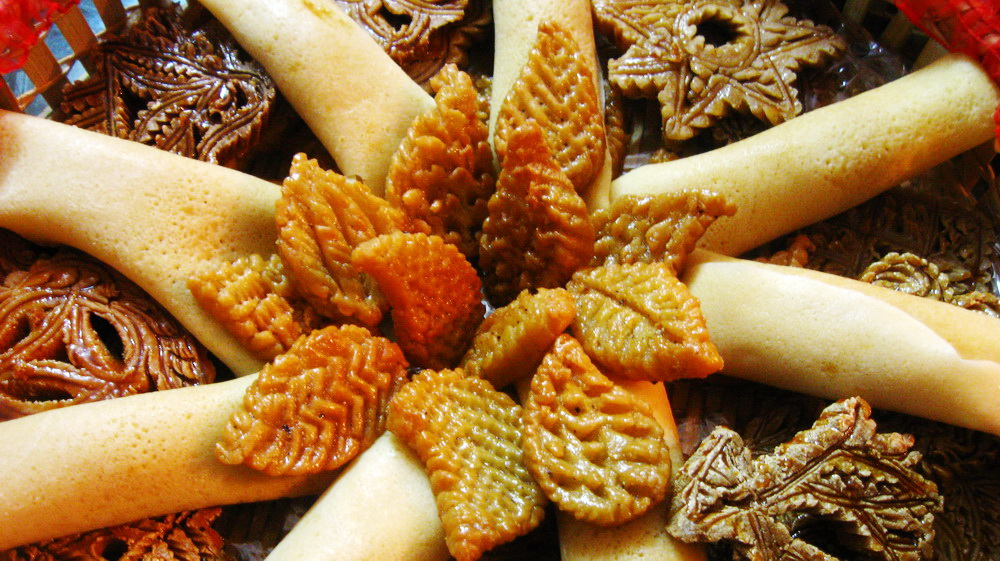
Patishapta - وهناك نوع من Pitha. وهو طبق الحلو الأكثر شعبية في ولاية البنغال الغربية في فصل الشتاء.

الأرز والأسماك هما الأطعمة التقليدية المحببة، يدلل على ذلك ظهور مقولة بنغالية شهيرة: "ماتشي بهات البنغالية" أي "السمك والأرز يصنعان البنغالي". تصم الأطباق البنغالية استخدام سمكة إيليش المفضلة لدى البنغاليين، هناك عدة طرق لطهي السمك تعتمد على قوامه وحجمه ومحتواه الدهني والعظمي. يُستهلك طبق البانتا بهات في الريف وهو أحد الأطباق التقليدية وهو مكون من أرز منقوع في الماء طوال الليل مع البصل والفلفل الأخضر. من التوابل الشائعة في المطبخ البنغالي الكمون وورق الغار والخردل والزنجبيل والفلفل الأخضر والكركم. تحتل الحلويات مكانة مهمة في النظام الغذائي للبنغاليين وفي احتفالاتهم فيصنعون حلويات فريدة من منتجات الألبان مثل الرشوغولا والشومشوم والكالوجام وأنواع مختلفة من السوندش. تُعد العديد من أنواع الحلويات مثل ناركول نارو وتيل نارو وموا وبايش خلال المهرجانات مثل لاكشمي بوجا. ومن أطعمة الشوارع الشهيرة لفة كاتي والبرياني والباني بوري.

### الأزياء
تفضل النساء البنغاليات ارتداء الساري والذي يُصمم عادةً بأسلوب يعكس العادات الثقافية المحلية بوضوح. يميل العديد من النساء والرجال في المناطق الحضرية إلى ارتداء الملابس الغربية ويشمل الرجال أكثر منالناسء إلى لبسها. يرتدي الرجال الأزياء التقليدية مثل القرطق مع الدوطي وتختار النساء ارتداء السلوار كاميز أو الساري في المناسبات الثقافية.
ولاية البنغال الغربية معروفة بإنتاجها أنواع متعددة من الساري القطني والحريري. النسيج اليدوي هو نشاط شائع بين سكان الريف في الولاية فيعتبر مصدر رزق لهم. تضم كل منطقة مجموعات نسيجية في أنواع معينة من النسيج اليدوي تشمل الساري البارز مثل تانت وجامداني وجراد وكوريال وبلوشاري وتوسار وموصلين.

### المهرجانات
دورغا بوجا هو المهرجان الأكبر والأشهر والأكثر شعبية في ولاية البنغال الغربية فيه احتفال هندوسي ملون يستمر لمدة خمسة أيام. تُقام الباندال في مختلف المدن والبلدات والقرى في البنغال الغربية وتتحول مدينة كلكتا في المهرجان إلى مدينة مزينة بأضواء رائعة وآلاف الباندال الملونة التي تعرض فيها تماثيل الإلهة دورغا وأطفالها الأربعة. تُجلب أصنام الإلهة من كومورتولي ويعمل صانعو التماثيل طوال العام في تشكيل النماذج الطينية للإلهة. تطور دورغا بوجا تدريجياً ليصبح كرنفالًا أكثر من كونه مهرجاناً دينياً منذ الاستقلال في عام 1947، واليوم يشارك في الاحتفالات أشخاص من خلفيات دينية وعرقية متنوعة. تُعرض التماثيل في الشوارع مع احتفالات صاخبة قبل أن تُغمر في الأنهار في فيجاياداشامي، اليوم الأخير من المهرجان. راث ياترا هو مهرجان هندوسي يحتفي بجاغاناث إحدى صور كريشنا. يُحتفل بهذا المهرجان بقوة في كلكتا وفي ريف البنغال أيضاً. تُوضع صور جاغاناث على عربة تُجر في الشوارع.
المهرجانات الرئيسية الأخرى في ولاية البنغال الغربية هي: باهيلا بيشاك السنة البنغالية الجديدة ودولياترا أو هولي مهرجان الأضواء وبوش باربون وكالي بوجا ونابادويب شاكتا راش وساراسواتي بوجا وديوالي ولاكشمي بوجا وجانماشتامي وجاجادهاتري بوجا وفيشواكارما بوجا وبهاي فونتا وراكشا باندهان ويوم كالباتارو وشيفراتري وغانيش تشاتورثي وماغوتساف ومهرجان كرم وكارتيك بوجا وأكشاي تريتيا وراس ياترا وجورو بورنيما وأنابورنا بوجا وتشاراك بوجا وجاجان وعيد ميلاد بوذا وعيد الميلاد وعيد الفطر وعيد الأضحى. يعد رابيندرا جايانتي ومعرض كلكتا للكتاب ومهرجان كلكتا السينمائي وونصرول جايانتي كلها أحداث ثقافية مهمة.
قد يكون عيد الميلاد المعروف أيضًا بـ Bôŗodin (اليوم العظيم) الاحتفال الرئيس في كلكتا بعد دورغا بوجا. يشارك الكثير من الناس في هذا العيد الكثير من الناس رغم أن الهندوسية هي الديانة السائدة في الولاية. يتوافد الناس بأعداد كبيرة إلى الحدائق والمتاحف والحفلات والمعارض والكنائس وغيرها للاحتفال. يزور العديد من الهندوس المعابد للاحتفال بالمهرجان وفقًا للطقوس الهندوسية. تنظم وزارة السياحة بالولاية مهرجان عيد الميلاد سنويًا في شارع بارك، فيزين الشارع بالكامل بأضواء ملونة وتُقدم الأكشاك أطعمة مثل الكعك والشوكولاتة والأطعمة الصينية والمومو وغيرها. كما تستضيف الولاية فرقًا موسيقية من دارجيلنغ وولايات شمال شرق الهند لإحياء الحفلات الموسيقية والترانيم وعروض الجاز.

## التعليم

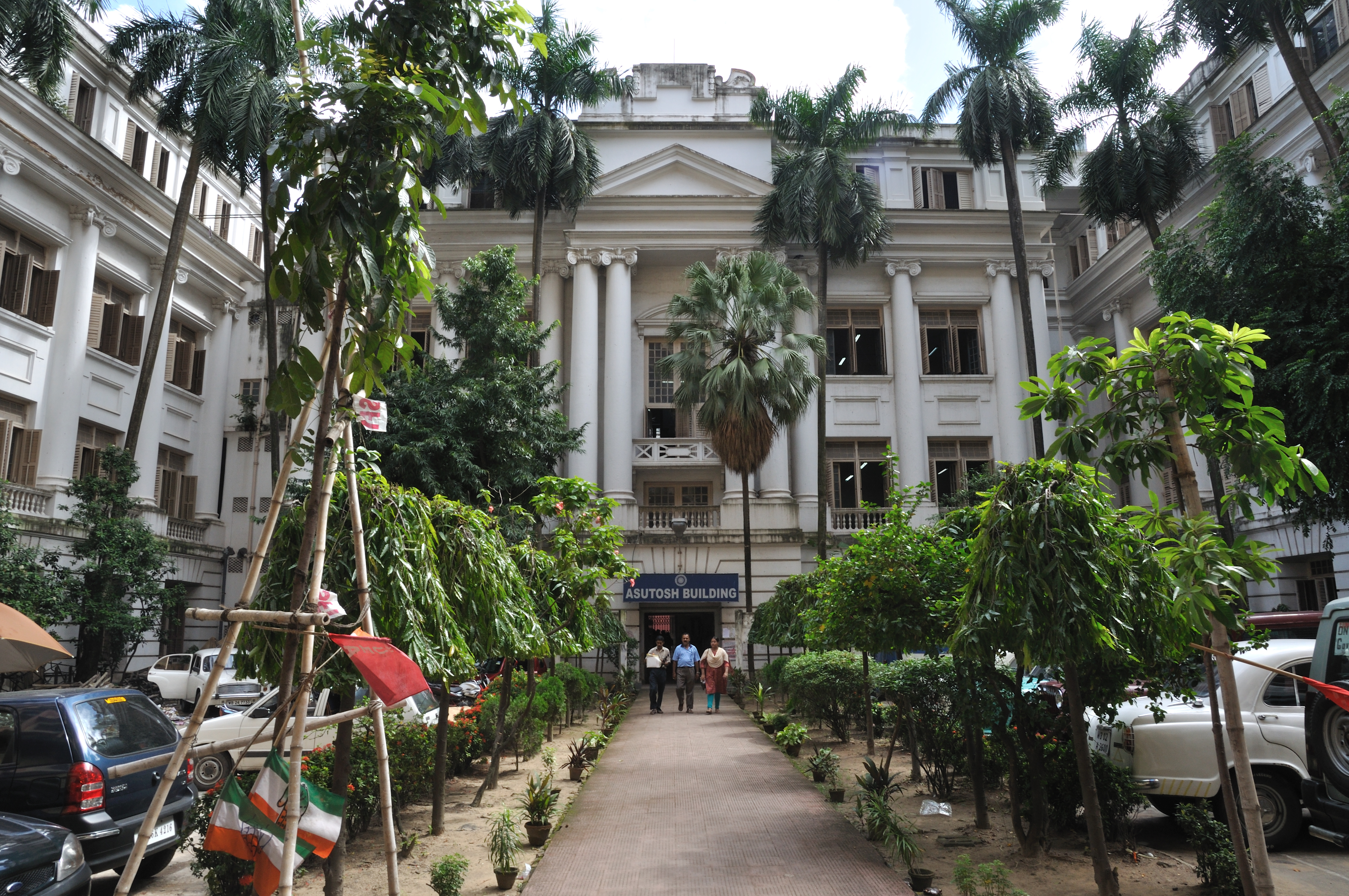
جامعة كلكتا أقدم جامعة عامة بالهند

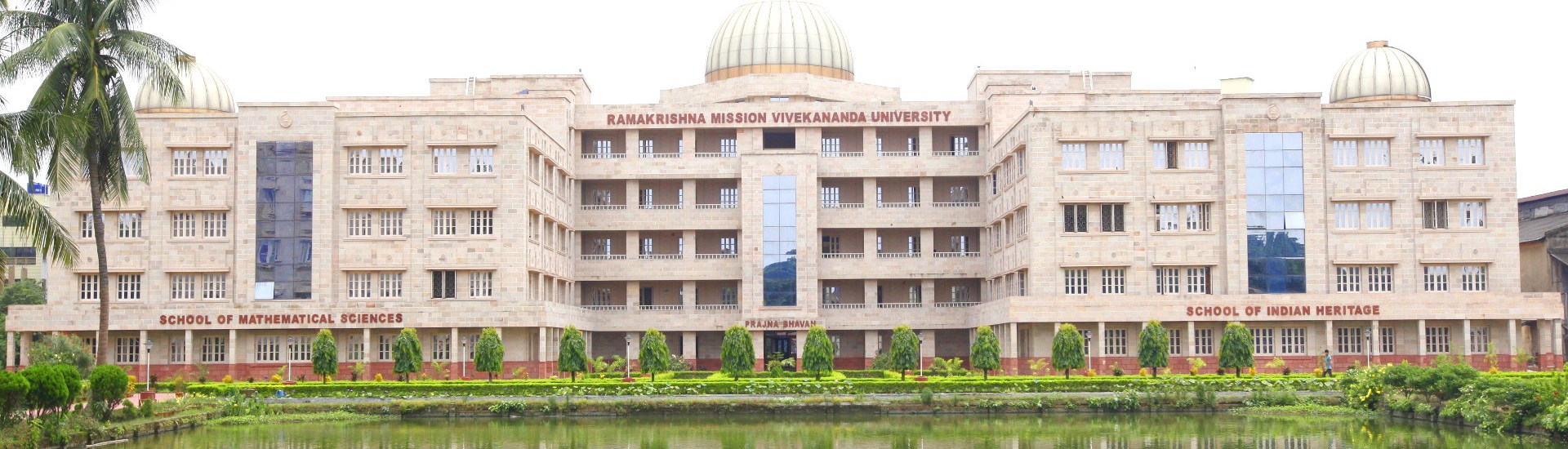
Prajna Bhavan الذي بع مدرسة العلوم الرياضية ومدرسة RKMVU.

تُدار حكومة الولاية أو الهيئات الخاصة مدارس والمؤسسات الدينية في الولاية. يُدرس التعليم بشكل رئيسي باللغتين الإنجليزية والبنغالية وتستخدم الأردية أحيانًا، بالأخص من كلكتا. تتبع المدارس الثانوية لمجلس امتحانات شهادة المدرسة الهندية أو المجلس المركزي للتعليم الثانوي أو المعهد الوطني للتعليم المفتوح أو مجلس غرب البنغال للتعليم الثانوي أو مجلس غرب البنغال للتعليم المدرسي.
كان 85٪ من الأطفال في الفئة العمرية من 6 إلى 17 عامًا ملتحقين بالمدارس (86٪ في المناطق الحضرية و84٪ في المناطق الريفية) في عام 2016. تنخفض نسبة الحضور المدرسي بين الفئة العمرية من 6 إلى 14 عامًا إلى 70٪ وكذلك بين الفئة العمرية من 15 إلى 17 عامًا. يوجد تفاوت بين الجنسين في الالتحاق بالمدارس بين الأعمار من 6 إلى 14 سنة فيكون عدد الفتيات الملتحقات بالمدارس أكبر من عدد الفتيان. يجيد 71٪ من نساء و81٪ من رجال الولاية بين 15 و49 عامًا القراءة والكتابة. 14٪ فقط من النساء بين 15 و49 عامًا في ولاية البنغال الغربية أكملن 12 عامًا من الدراسة أو أكثر مقارنةً بـ 22٪ من الرجال. 22٪ من النساء و14٪ من الرجال بين 15 و49 عامًا لم يلتحقوا بالمدرسة أبدًا.

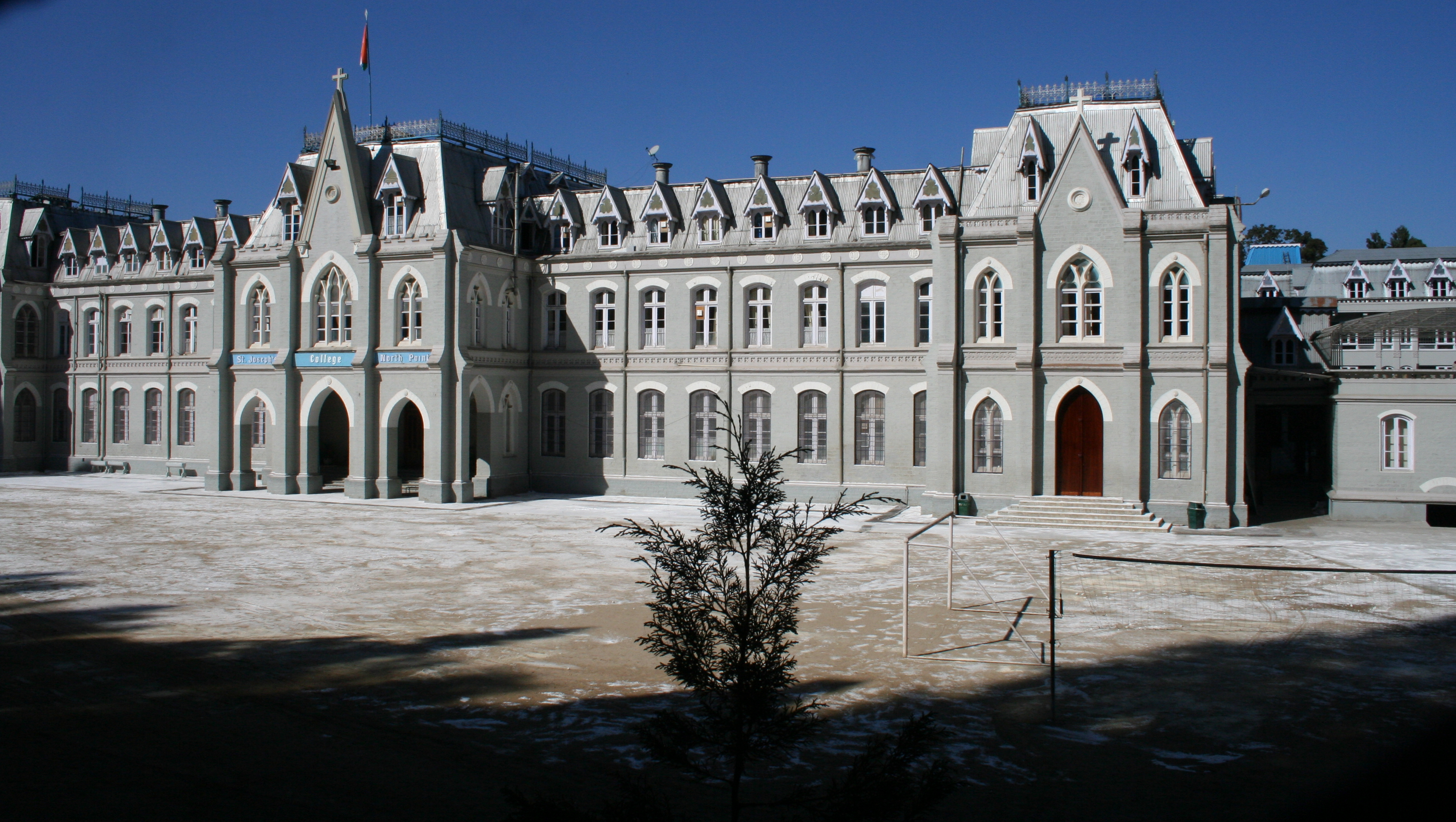
مدرسة القديس يوسف، دارجيلنغ

من أبرز المدارس في كلكتا عاصمة الولاية: مدرسة راماكريشنا ميشن ناريندرابور ومدرسة باراناغور راماكريشنا ميشن ومدرسة الأخت نيفيديتا للبنات والمدرسة الهندوسية ومدرسة هير ولا مارتينيير كلكتا ومدرسة كلكتا للبنين ومدرسة سانت جيمس كلكتا ومدرسة ساوث بوينت ومدرسة تكنو إنديا جروب العامة ومدرسة سانت كزافييه الجماعية ولوريتو هاوس ودير لوريتو ومدرسة بيرل روزاري وهي من أفضل المدارس في البلاد. تعود العديد من المدارس في كلكتا ودارجيلنغ للحقبة الاستعمارية وتمثل مباني تلك المدارس الهندسة المعمارية الكلاسيكية الجديدة. من مدارس دارجيلنغ: سانت بول والقديس يوسف نورث بوينت ومدرسة جوثالز التذكارية وداو هيل في كورسيونج.

المعهد الهندي للإدارة كلكتا

يوجد في ولاية البنغال الغربية ثمانية عشر جامعة. لعبت كلكتا دورًا محوريًا في تطوير نظام التعليم الحديث في الهند وكانت مركزًا للتعليم الأوروبي في الهند وقت الحكم البريطاني. أسس السير وليم جونز الجمعية الآسيوية بالولاية في عام 1794 لدعم الدراسات الشرقية. وقد أسهم أشخاص مثل رام موهان روي وديفيد هير وإيشوار شاندرا فيدياساجار وألكسندر داف ووليام كاري بشكل كبير في إنشاء المدارس والكليات الحديثة في المدينة.
أما الجامعات فتعد جامعة كلكتا واحدة من أقدم وأشهر الجامعات العامة في الهند وبها 136 كلية تابعة. تأسست كلية فورت وليم في عام 1810 والكلية الهندوسية في عام 1817 وكلية ليدي برابورن في عام 1939. ثم تأسس كلية الكنيسة الاسكتلندية في عام 1830 والتي تعتبر أقدم كلية للفنون الليبرالية المسيحية في جنوب آسيا. تأسست كلية Vidyasagar في عام 1872 وهي أول كلية خاصة هندية بالكامل. غُير اسم الكلية الهندوسية إلى كلية الرئاسة في عام 1855، ثم منحتها حكومة الولاية المكانة الجامعية وغير اسمها إلى جامعة الرئاسة في عام 2010. تأسست جامعة كازي نازرول في عام 2012. تعتبر جامعة كلكتا وجامعة جادافبور من الجامعات التقنية المرموقة بالهند، وبالولاية جامعة فيسفا بهاراتي المركزية في سانتينيكيتان.
يوجد في ولاية البنغال الغربية معاهد تعليم عالي هامة أخرى مثل: كلية سانت كزافييه في كلكتا والمعهد الهندي للتجارة الخارجية والمعهد الهندي للإدارة في كلكتا (أول المعاهد الهندية للإدارة) والمعهد الهندي للعلوم والبحوث التعليمية في كلكتا والمعهد الإحصائي الهندي والمعهد الهندي للتكنولوجيا في كاراجبور (أول المعاهد الهندية للتكنولوجيا) والمعهد الهندي للعلوم والتكنولوجيا الهندسية في شيبور (أول IIEST) والمعهد الهندي لتكنولوجيا المعلومات في كالياني وكلية الطب في كلكتا والمعهد الوطني للتكنولوجيا في دورغابور والمعهد الوطني لتدريب المعلمين التقنيين والبحوث في كلكتا والمعهد الوطني للتعليم والبحوث الصيدلانية في كلكتا وجامعة غرب البنغال الوطنية للعلوم القانونية. قامت حكومة الولاية في عام 2003 بدعم إنشاء جامعة غرب البنغال للتكنولوجيا وجامعة غرب البنغال للعلوم الصحية وجامعة ولاية البنغال الغربية وجامعة غور بانغا.
تعتبر جامعة جادافبور (للتركيز على الحوسبة المتنقلة والاتصالات وعلوم النانو) وجامعة كلكتا (للتركيز على علم الأحياء الحديث) من الجامعات الخمس عشرة التي اختيرت ضمن مخطط "الجامعة ذات إمكانات التميز". كما اختيرت جامعة كلكتا (للتركيز على دراسات التصوير الكهروفسيولوجي والتصوير العصبي على النمذجة الرياضية) ضمن مخطط "المركز ذو إمكانية التميز في مجال معين".
تشتهر الولاية أيضًا بجامعة كالياني وجامعة بوردوان وجامعة فيدياساجار وجامعة شمال البنغال وهي مؤسسات تعليمية معروفة وطنياً تلبي احتياجات التعليم الإقليمي. وهناك أيضاً جامعة مرموقة تديرها بعثة راماكريشنا تُعرف باسم جامعة راماكريشنا ميشن فيفيكاناندا في بيلور ماث.
تحتضن كلكتا العديد من معاهد البحوث المرموقة. تعد الرابطة الهندية لزراعة العلوم أول معهد بحثي في آسيا وهو المكان الذي اكتشف فيه سي في رامان تأثير رامان الذي حصل عليه جائزة نوبل، ومن بين المعاهد الأخرى معهد بوز ومعهد ساها للفيزياء النووية ومركز إس إن بوس الوطني للعلوم الأساسية والمعهد الهندي للبيولوجيا الكيميائية والمعهد المركزي لبحوث الزجاج والسيراميك والمعهد المركزي لبحوث الهندسة الميكانيكية في دورغابور والمعهد المركزي لبحوث الجوت والألياف المرتبطة به والمعهد المركزي لبحوث مصايد الأسماك الداخلية والمعهد الوطني لعلم الجينوم الطبي الحيوي ومركز السيكلوترون متغير الطاقة.
من العلماء والأشخاص البارزين الذين ولدوا أو عملوا أو درسوا في المنطقة الجغرافية للدولة نجد علماء الفيزياء ساتيندرا ناث بوز ومغناد ساها وجاجاديش شاندرا بوس، الكيميائي برافولا شاندرا روي، الإحصائيان براسانتا شاندرا ماهالانوبيس وأنيل كومار غين، الطبيب أوبندرانات براهماشاري، المربي أشوتوش موخيرجي، والحائزون على جائزة نوبل رابندرانات طاغور وسي في رامان وأمارتيا سن وأبهيجيت بانيرجي.

## الإعلام
كانت في ولاية البنغال الغربية 505 صحف منشورة في عام 2005، منها 389 صحيفة باللغة البنغالية. كانت صحيفة "أناندا بازار باتريكا"، التي تُنشر في كلكتا بتوزيع يومي يبلغ 1,277,801 أكبر صحيفة بلغة إقليمية في الهند. الصحف البنغالية الرئيسية الأخرى هي: "بارتامان" و"إي ساماي" و"سانغباد براتيدين" و"أجكال" و"أوتاربانغا سامباد". الصحف الرئيسية باللغة الإنجليزية هي صحيفة التلغراف وتايمز أوف إينديا وهندوستان تايمز والصحيفة الهندوسية وصحيفة ذا ستيتس مان وإكسبرس الهندية ةالعصر الآسيوي. كما يتداول صحف مالية يومية بارزة مثل "The Economic Times" و"Financial Express" و"Business Line" وبيزنس ستاندرد. توجد صحف بلغات هندية أخرى مثل الهندية والنيبالية والكجراتية والأودية والأردية والبنجابية.
بالولاية DD Bangla هي شبكة تلفزيونية مملوكة للدولة. يقدم مشغلو الأنظمة المتعددة مجموعة من القنوات البنغالية والنيبالية والهندية والإنجليزية والدولية عبر الكابل. القنوات الإخبارية التلفزيونية البنغالية التي تبث على مدار الساعة تشمل ABP Ananda وNews18 Bangla وRepublic Bangla وKolkata TV وNews Time وZee 24 Ghanta وTV9 Bangla Calcutta News وChannel 10. ويبث بها أيضا إذاعة كل الهند العامة. محطات الردايو الخاصة متاحة فقط في مدن مثل كلكتا وسيليجوري وأسانسول. الإنترنت عريض النطاق متاح في بلدات ومدن مختارة وتوفره بهارات سانشار نيجام المحدودة وشركات خاصة. الوصول عبر الطلب الهاتفي متوفر في جميع أنحاء الولاية الذي تقدمه بهارات سانشار نيجام المحدودة ومقدمي خدمات آخرين.

## الرياضة

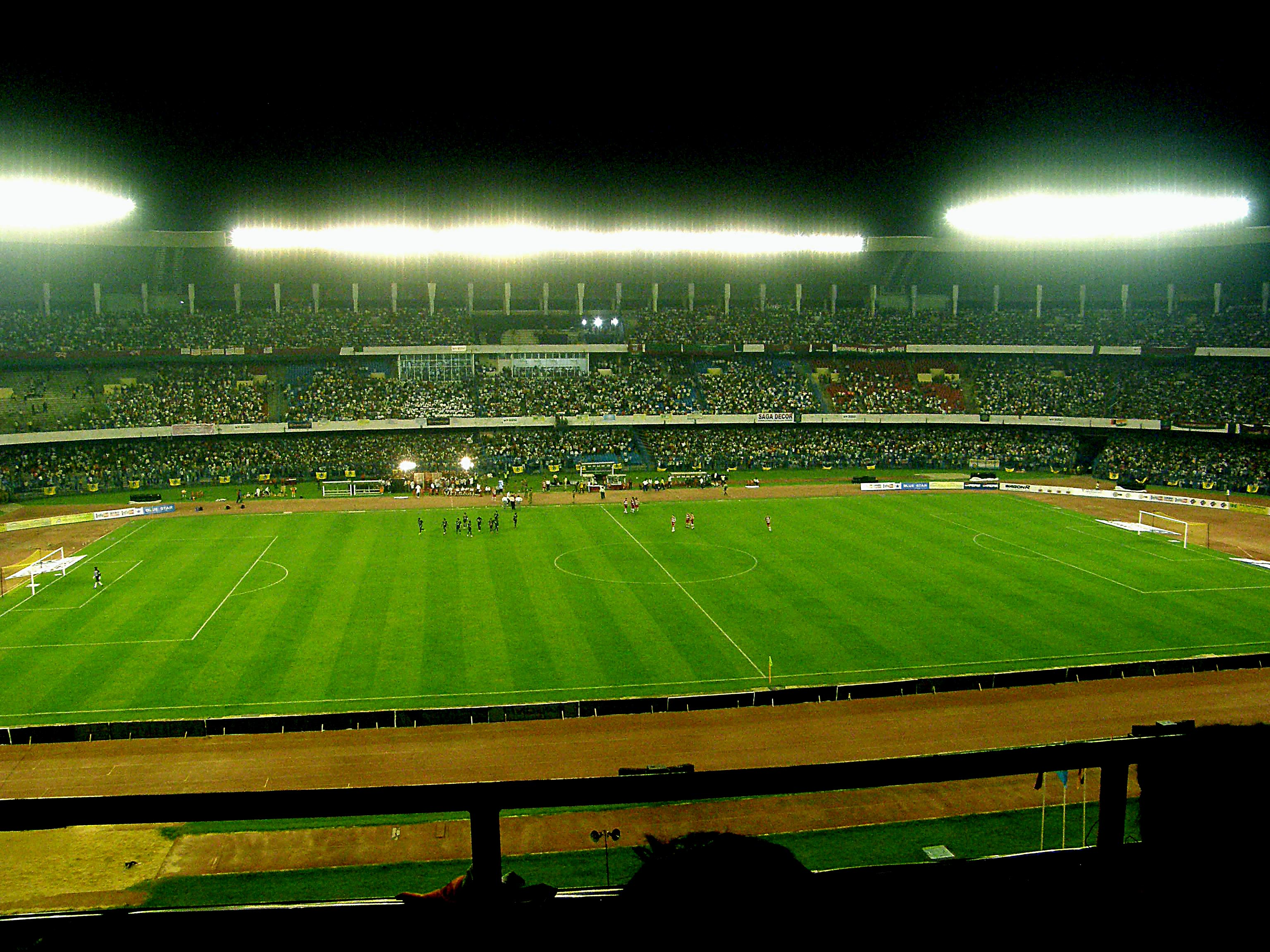
ملعب سالت ليك ملعب سولت ليك (فيفيكاناندا يوفا بهاراتي كريرانجان) في كلكتا

ملعب نيتاجي الداخلي في كلكتا

لرياضات كرة القدم والكريكت شعبية كبيرة في الولاية. تشتهر ولاية البنغال الغربية، على النقيض من معظم الولايات الأخرى في الهند، بحب شعبها ودعمه لكرة القدم. كلكتا هي واحدة من المراكز الرئيسية لكرة القدم في الهند وبها أندية وطنية مرموقة مثل أتك موهون باغان ونادي إيست بنغال ونادي محمدان.
يوجد في ولاية البنغال الغربية العديد من الملاعب الكبيرة. منها ملعب حدائق عدن وهو واحد من ملعبين للكريكيت فقط في العالم تتسع لـ 100,000 متفرج. والذي قُصلت سعته إلى 66,000 بعد التجديدات التي سبقت كأس العالم للكريكيت 2011. يعتبر الملعب هو مركز لفرق كريكت متنوعة مثل كلكتا نايت رايدرز وفريق الكريكت البنغالي وفريق كريكت المنطقة الشرقية. استضافت حدائق عدن نهائيات كأس العالم للكريكيت عام 1987. نادي كلكتا للكريكت وكرة القدم هو ثاني أقدم نادي كريكيت في العالم.
يعد ملعب فيفيكاناندا يوبا بهاراتي كريرانجان (VYBK) ملعب متعدد الاستخدامات في كلكتا أكبر ملعب في الهند بسعة تبلغ حاليًا 85,000 مقعد. كان ثاني أكبر ملعب لكرة القدم في العالم بسعة 120,000 مقعد قبل تجديده في عام 2011. استضاف الولاية العديد من الأحداث الرياضية الوطنية والدولية مثل ألعاب SAF عام 1987 والمباراة الودية لكرة القدم بين الأرجنتين وفنزويلا في 2011 التي شارك فيها ليونيل ميسي. لعب الحارس الألماني أوليفر كان مباراته الوداعية على هذا الملعب في عام 2008. كما استضاف الملعب المباراة النهائية لكأس العالم تحت 17 سنة لكرة القدم 2017
من بين الرياضين البارزين من الولاية الكابتن السابق للفريق الوطني الهندي للكريكت سوراف غانغولي وبانكاج روي والحائز على الميدالية البرونزية الأولمبية في التنس ليندر بايس وأستاذ الشطرنج الكبير ديبيندو باروا.

## للاستزادة
- Amrita Basu، V. (1997). Two Faces of Protest: Contrasting Modes of Women's Activism in India. دار نشر جامعة كاليفورنيا ltd. ISBN:978-0-520-06506-2. مؤرشف من الأصل في 2023-02-02. اطلع عليه بتاريخ 2009-06-16.
- Atul Kohli، I. (1987). The State and Poverty in India. مطبعة جامعة كامبريدج. ISBN:978-0-521-37876-5. مؤرشف من الأصل في 2023-02-02. اطلع عليه بتاريخ 2007-06-16.
- Bald، Vivek (2013). Bengali Harlem and the Lost Histories of South Asian America. دار نشر جامعة هارفارد. ص. 318. ISBN:978-0-674-07040-0. مؤرشف من الأصل في 2023-02-02. اطلع عليه بتاريخ 2020-10-21.
- Bandyopadhyay، Sekhar (2004). Caste, Culture and Hegemony: Social Dominance in Colonial Bengal. SAGE Publications India. ص. 256. ISBN:978-81-321-0407-0.
- Bandyopadhyay، Sekhar (2009). Decolonization in South Asia: Meanings of Freedom in Post-independence West Bengal, 1947–52. روتليدج (دار نشر). ص. 256. ISBN:978-1-134-01823-9.
- Banerjee، Anuradha (1998). Environment, population, and human settlements of Sundarban Delta. Ashok Kumar Mittal. ISBN:978-81-7022-739-7.
- Bhargava، Gopal، المحرر (2008). Encyclopaedia of Art And Culture in India (West Bengal) 20th Volume. Isha Books. ص. 508. ISBN:978-81-8205-460-8.
- Bose، Sugata (1993). Peasant Labour and Colonial Capital: Rural Bengal Since 1770, Volume 3. مطبعة جامعة كامبريدج. ص. 203. ISBN:978-0-521-26694-9.
- Chakrabarti، Ranjan (2013). Dictionary of Historical Places: Bengal, 1757–1947. Primus Books. ص. 657. ISBN:978-93-80607-41-2.
- Chakrabarti، Kunal؛ Chakrabarti، Shubhra (22 أغسطس 2013). Historical Dictionary of the Bengalis. Scarecrow Press. ISBN:978-0-8108-8024-5. مؤرشف من الأصل في 2023-04-15.
- Chatterjee، Partha (1997). The Present History of West Bengal: Essays in Political Criticism. the University of Michigan: دار نشر جامعة أكسفورد. ص. 223. ISBN:978-0-19-563945-2.
- Chatterjee، Pranab (2009). A Story of Ambivalent Modernization in Bangladesh and West Bengal: The Rise and Fall of Bengali Elitism in South Asia. Peter Lang. ISBN:978-1-4331-0820-4.
- Chatterji، Joya (2007). The Spoils of Partition: Bengal and India, 1947–1967. مطبعة جامعة كامبريدج. ISBN:978-1-139-46830-5.
- Eaton, Richard Maxwell (1993). The Rise of Islam and the Bengal Frontier, 1204–1760. دار نشر جامعة كاليفورنيا, (ردمك 0-520-08077-7).
- Government of West Bengal, Law Department, Legislative Notification. No. 182- L – 24 January 2013. West Bengal Act XXXVI of 2012. The West Bengal Official Language (Second Amendment) Act, 2012.
- Harriss-White، Barbara، المحرر (2008). Rural Commercial Capital: Agricultural Markets in West Bengal. دار نشر جامعة أكسفورد, US. ISBN:978-0-19-569159-7.
- Inden؛ Ronald B.؛ Ralph W (2005). Kinship in Bengali Culture. The دار نشر جامعة شيكاغو, 1977. ISBN:978-81-8028-018-4.
- Jasodhara Bagchi, Sarmistha Dutta Gupta، V. (2000). The changing status of women in West Bengal, 1970–2000: the challenge ahead. Saga Publication India Pvt Ltd. ISBN:978-0-7619-3242-0. مؤرشف من الأصل في 2023-02-02. اطلع عليه بتاريخ 2010-06-16.
- Khan، Muhammad Mojlum (2013). The Muslim Heritage of Bengal: The Lives, Thoughts and Achievements of Great Muslim Scholars, Writers and Reformers of Bangladesh and West Bengal. Kube Publishing Ltd. ص. 384. ISBN:978-1-84774-062-5.
- Klass، L؛ Morton، S (1996). Community Structure and industrialization in West Bengal. University Press of America Inc. ISBN:978-0-7618-0420-8.
- Mallick, Ross. (1955). Development Policy of a Communist Government: West Bengal Since 1977, مطبعة جامعة كامبريدج, Cambridge (Reprinted 2008) (ردمك 978-0-521-43292-4).
- Marvin، Davis (1983). Rank and rivalry: the politics of inequality in rural West Bengal. Cambridge: مطبعة جامعة كامبريدج. ص. xxvii, 239. ISBN:978-0-521-24657-6.
- Mukherjee، Bharati (1991). Political Culture and Leadership in India: A Study of West Bengal. Mittal Publications. ص. 403. ISBN:978-81-7099-320-9.
- Öberg, Magnus؛ Strom, Kaare، المحررون (2008). Resources, governance and civil conflict. Routledge. ISBN:978-0-415-41671-9. مؤرشف من الأصل في 2023-02-02. اطلع عليه بتاريخ 2004-06-16.
- Raychaudhuri، Tapan (2002). Europe Reconsidered: Perceptions of the West in Nineteenth-Century Bengal. دار نشر جامعة أكسفورد. ISBN:978-0-19-566109-5.
- Raychaudhuri، Ajitava؛ Das، Tuhin K.، المحررون (2005). West Bengal economy: some contemporary issues. Jadavpur University Press, India. ISBN:978-81-7764-731-0. مؤرشف من الأصل في 2023-02-02. اطلع عليه بتاريخ 2020-10-21.
- Roy، Ananya؛ AlSayyad، Nezar (2004). Urban Informality: Transnational Perspectives from the Middle East, Latin America, and South Asia. Lanham, Maryland: دار بلومزبري. ISBN:978-0-7391-0741-6.
- Roy، Dayabati (2013). Rural Politics in India: Political Stratification and Governance in West Bengal. مطبعة جامعة كامبريدج. ص. 278. ISBN:978-1-107-51316-7.
- Samaddar، Ranabir (1999). The Marginal Nation: Transborder Migration from Bangladesh to West Bengal. the University of Michigan: سيج للنشر. ص. 227. ISBN:978-0-7619-9283-7.
- Sen، Jyotirmoy (1988). Land Utilisation and Population Distribution: A Case Study of West Bengal, 1850–1985. Daya Books. ص. 227. ISBN:978-81-7035-043-9.
- Sen، Raj Kumar؛ Dasgupta، Asis (2007). West Bengal Today: 25 Years of Economic Development. Deep and Deep Publications. ص. 380. ISBN:978-81-7629-984-8.
- Sunny، C (1999). "Poverty and social development in west bengal" (PDF). India Rural Development Report, NIRD. مؤرشف من الأصل (PDF) في 2013-12-07. اطلع عليه بتاريخ 2010-05-08.

## روابط خارجية
حكومية
- الموقع الرسمي

- Official tourism site

معلومات عامة
- البنغال الغربية - GovPubs, جامعة كولورادو بولدر
- West Bengal على موسوعة بريتانيكا
- West Bengal على مشروع الدليل المفتوح
- أطلس ويكيميديا حول West Bengal
- معلومات جغرافية متعلقة بالبنغال الغربية على خريطة الشارع المفتوح